# Décima Nona Emenda à Constituição dos Estados Unidos
A Décima Nona Emenda (Emenda XIX) à Constituição dos Estados Unidos proíbe os Estados Unidos e seus estados de negar o direito de voto aos cidadãos dos Estados Unidos com base no sexo, na prática reconhecendo o direito das mulheres de votar. A emenda foi o culminar de um movimento de décadas pelo sufrágio feminino nos Estados Unidos, tanto em nível estadual quanto nacional, e foi parte do movimento mundial em direção ao sufrágio feminino e parte do movimento mais amplo pelos direitos das mulheres. A primeira emenda do sufrágio feminino foi introduzida no Congresso em 1878. No entanto, uma emenda de sufrágio não passou pela Câmara dos Representantes até 21 de maio de 1919, que foi rapidamente seguida pelo Senado, em 4 de junho de 1919. Foi então submetido aos estados para ratificação, alcançando as 36 ratificações necessárias para garantir a adoção, e assim entrar em vigor, em 18 de agosto de 1920. A adoção da Décima Nona Emenda foi certificada em 26 de agosto de 1920.
Antes de 1776, as mulheres tinham voto em várias das colônias no que se tornaria os Estados Unidos, mas em 1807 todas as constituições estaduais haviam negado às mulheres até mesmo o sufrágio limitado. As organizações de apoio aos direitos das mulheres tornaram-se mais ativas em meados do século 19 e, em 1848, a convenção de Seneca Falls adotou a Declaração de Sentimentos, que pedia igualdade entre os sexos e incluía uma resolução instando as mulheres a garantir o voto. As organizações pró-sufrágio usaram uma variedade de táticas, incluindo argumentos legais que se baseavam em emendas existentes. Depois que esses argumentos foram derrubados pela Suprema Corte dos EUA, organizações de sufrágio, com ativistas como Susan B. Anthony e Elizabeth Cady Stanton, pediram uma nova emenda constitucional garantindo às mulheres o mesmo direito ao voto que os homens possuem.
No final do século 19, novos estados e territórios, particularmente no Ocidente, começaram a conceder às mulheres o direito ao voto. Em 1878, uma proposta de sufrágio que viria a se tornar a Décima Nona Emenda foi apresentada ao Congresso, mas foi rejeitada em 1887. Na década de 1890, as organizações de sufrágio se concentraram em uma emenda nacional, enquanto ainda trabalhavam em níveis estaduais e locais. Lucy Burns e Alice Paul emergiram como líderes importantes cujas diferentes estratégias ajudaram a levar adiante a Décima Nona Emenda. A entrada dos Estados Unidos na Primeira Guerra Mundial ajudou a mudar a percepção pública do sufrágio feminino. A National American Woman Suffrage Association, liderada por Carrie Chapman Catt, apoiou o esforço de guerra, defendendo que as mulheres deveriam ser recompensadas com o direito de voto por seu serviço patriótico durante a guerra. O Partido Nacional da Mulher organizou marchas, manifestações e greves de fome, enquanto apontava as contradições de lutar no exterior pela democracia, limitando-a em casa, negando às mulheres o direito ao voto. O trabalho de ambas as organizações influenciou a opinião pública, levando o presidente Woodrow Wilson a anunciar seu apoio à emenda do sufrágio em 1918. Foi aprovado em 1919 e adotado em 1920, resistindo a dois desafios legais, Leser v. Garnett e Fairchild v. Hughes.
A Décima Nona Emenda concedeu direitos a 26 milhões de mulheres americanas a tempo da eleição presidencial de 1920 nos EUA, mas o poderoso bloco de voto feminino que muitos políticos temiam não se materializou totalmente até décadas depois. Além disso, a Décima Nona Emenda falhou em conceder totalmente direitos às mulheres afro-americanas, asiático-americanas, hispano-americanas e nativas americanas. Logo após a aprovação da emenda, Alice Paul e o Partido Nacional da Mulher começaram a trabalhar na Emenda da Igualdade de Direitos, que acreditavam ser um passo adicional necessário para a igualdade.

## Texto
A Décima Nona Emenda prevê:
O direito de voto dos cidadãos dos Estados Unidos não deve ser negado ou abreviado pelos Estados Unidos ou por qualquer Estado em razão do sexo. O Congresso terá poderes para fazer cumprir este artigo por meio de legislação apropriada.

## Histórico

### Primeiras iniciativas de sufrágio feminino (1776-1865)
A Constituição dos Estados Unidos, adotada em 1789, não definiu os requisitos do sufrágio. O único órgão eleito diretamente criado pela Constituição original foi a Câmara dos Representantes dos EUA, para a qual as qualificações dos eleitores foram explicitamente delegadas aos estados. Embora as mulheres tivessem o direito de votar em várias das colônias pré-revolucionárias do que viria a ser os Estados Unidos, depois de 1776, com exceção de Nova Jersey, todos os estados adotaram constituições que negavam o direito de voto às mulheres. A Constituição de Nova Jersey inicialmente concedia o sufrágio aos residentes que possuíam propriedades, incluindo mulheres solteiras e casadas, mas o estado rescindiu o direito de voto das mulheres em 1807 e não o restaurou até que Nova Jersey ratificasse a Décima Nona Emenda em 1920.

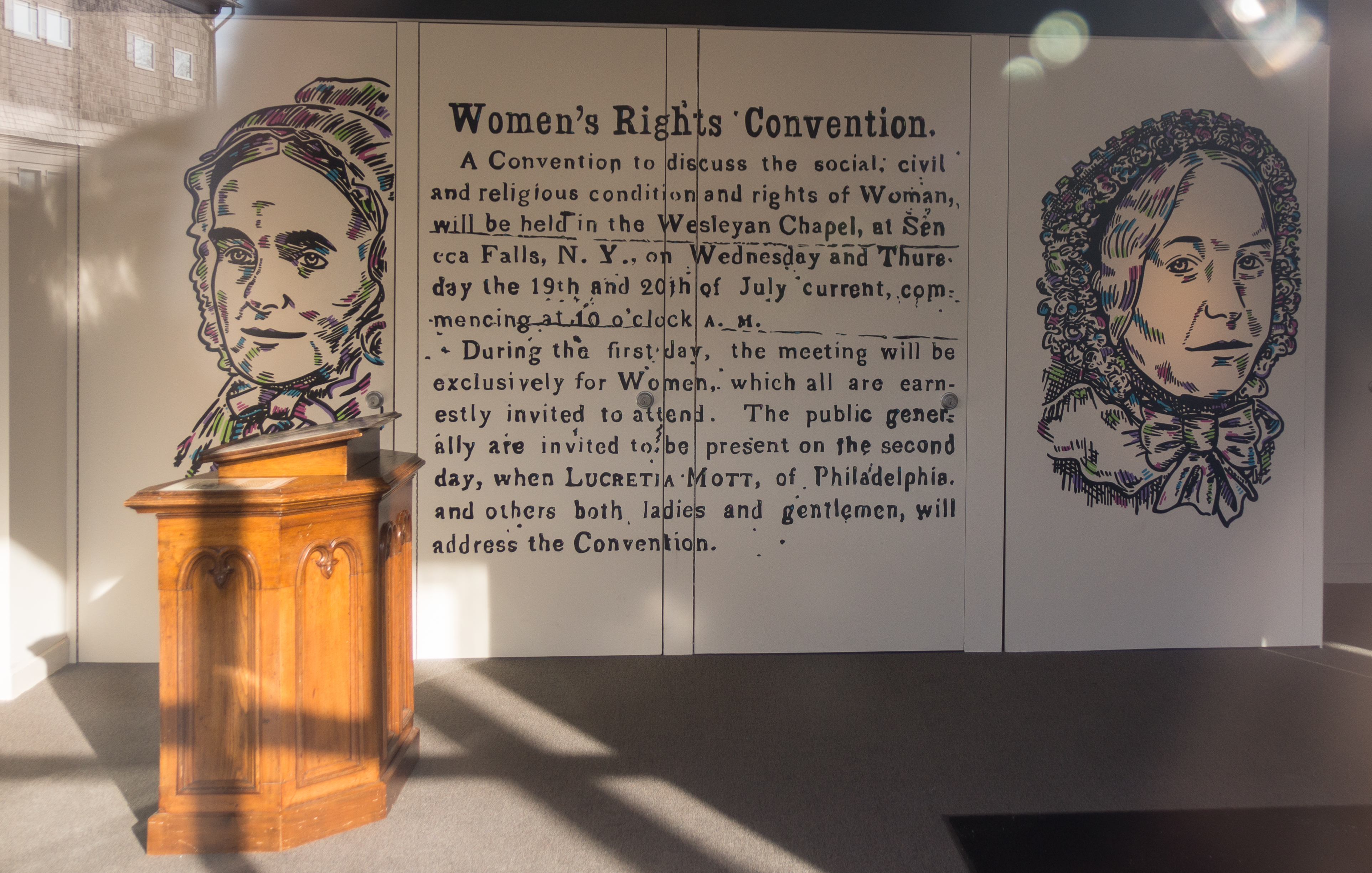
Texto do anúncio que atraiu uma reunião diversificada de mulheres e homens na primeira Convenção dos Direitos da Mulher, realizada em Seneca Falls, Nova York, em julho de 1848

Embora existissem movimentos e organizações dispersos dedicados aos direitos das mulheres, a Convenção de Seneca Falls de 1848, em Nova York, é considerada o início do movimento americano pelos direitos das mulheres. Com a participação de quase 300 mulheres e homens, a convenção foi planejada para "discutir os direitos sociais, civis e religiosos das mulheres" e culminou com a adoção da Declaração de Sentimentos. Assinada por 68 mulheres e 32 homens, a nona das doze cláusulas resolvidas do documento diz: "Resolvido, que é dever das mulheres deste país assegurar a si mesmas seu direito sagrado à franquia eletiva". As convocadoras Lucretia Mott e Elizabeth Cady Stanton tornaram-se as primeiras líderes importantes do movimento pelo sufrágio feminino nos EUA, muitas vezes chamado na época de "movimento pelo sufrágio feminino". O apoio de Mott ao sufrágio feminino decorreu de um período passado em Seneca Falls, uma das seis tribos da Confederação Iroquois, onde as mulheres tinham poder político significativo, inclusive o direito de escolher e remover chefes e vetar atos de guerra.
O ativismo em relação ao sufrágio feminino federal foi mínimo durante a Guerra Civil. Em 1865, no final da guerra, uma Petição para o Sufrágio Universal, assinada por Elizabeth Cady Stanton e Susan B. Anthony, entre outras, pedia uma emenda constitucional nacional para "proibir os diversos estados de privar qualquer um de seus cidadãos por motivo de sexo". A campanha foi o primeiro movimento nacional de petição a incluir o sufrágio feminino entre suas exigências. Embora os projetos de lei sobre o sufrágio tenham sido apresentados em muitas legislaturas estaduais durante esse período, eles geralmente eram desconsiderados e poucos chegavam a ser votados.

### Emendas de reconstrução e sufrágio feminino (1865-1877)

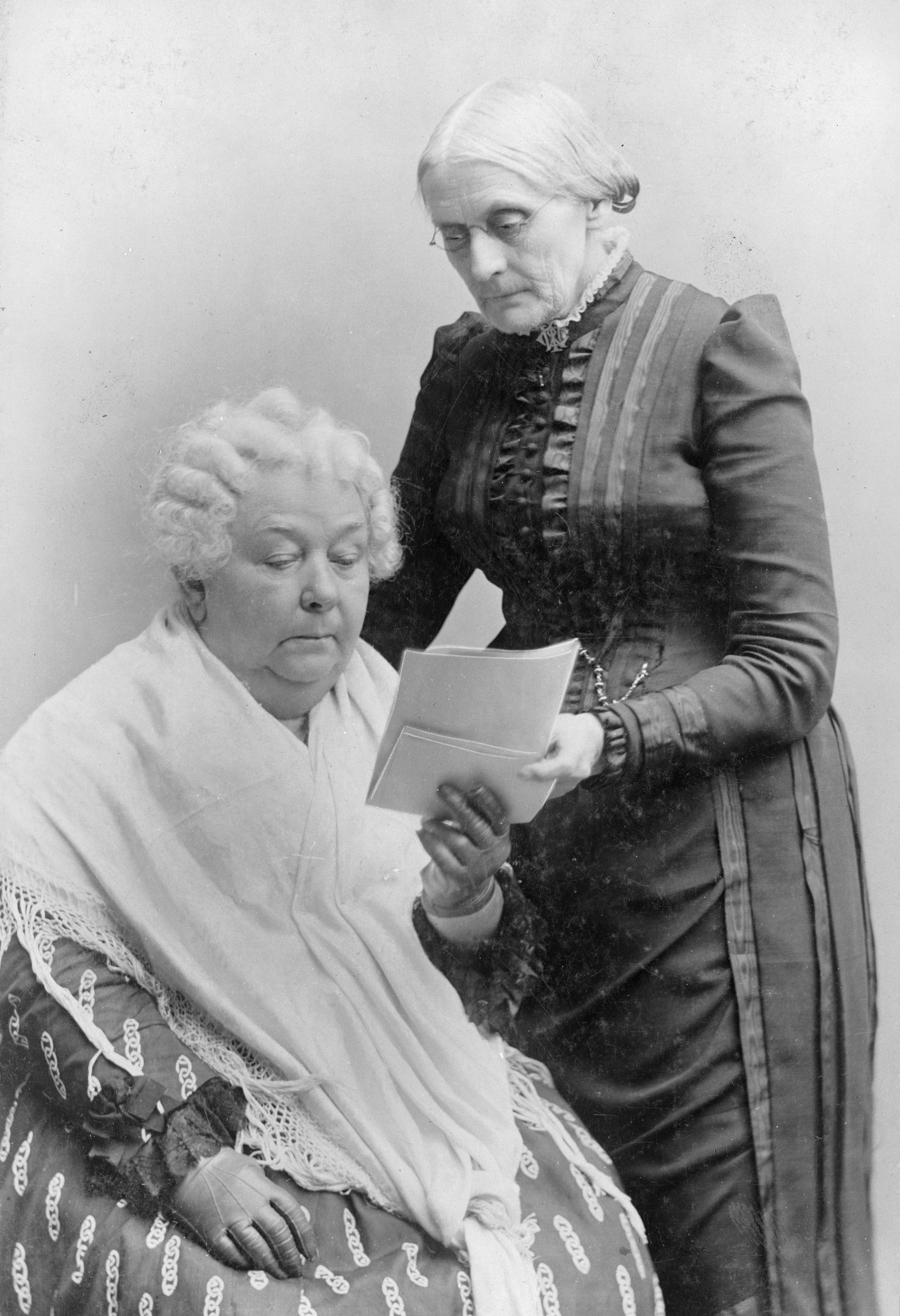
Elizabeth Cady Stanton (sentada) com Susan B. Anthony.

O movimento pelo sufrágio feminino, adiado pela Guerra Civil Americana, retomou suas atividades durante a era da Reconstrução (1865-1877). Duas organizações rivais de sufrágio foram formadas em 1869: a Associação Nacional pelo Sufrágio Feminino (National Woman Suffrage Association - NWSA), liderada pelas líderes sufragistas Elizabeth Cady Stanton e Susan B. Anthony, e a Associação Americana pelo Sufrágio Feminino (American Woman Suffrage Association - AWSA), liderada por Lucy Stone. O principal esforço da NWSA era fazer lobby junto ao Congresso para obter uma emenda sobre o sufrágio feminino na Constituição dos EUA. A AWSA geralmente se concentrava em um esforço de longo prazo de campanhas estaduais para alcançar o sufrágio feminino em cada estado.
Durante a era da Reconstrução, os líderes dos direitos das mulheres defenderam a inclusão do sufrágio universal como um direito civil nas Emendas da Reconstrução (Décima Terceira, Décima Quarta e Décima Quinta emendas). Alguns argumentaram, sem sucesso, que a Décima Quinta Emenda, que proibia a negação do direito de voto "em razão de raça, cor ou condição anterior de servidão", implicava o sufrágio para as mulheres. Apesar de seus esforços, essas emendas não concederam o direito de voto às mulheres. A Seção 2 da Décima Quarta Emenda discriminava explicitamente entre homens e mulheres, penalizando apenas os estados que privavam os cidadãos adultos do sexo masculino do voto.
A NWSA tentou vários desafios judiciais sem sucesso em meados da década de 1870. Seu argumento legal, conhecido como a estratégia "New Departure", alegava que a Décima Quarta Emenda (que concedia cidadania universal) e a Décima Quinta Emenda (que concedia o voto independentemente da raça) garantiam o direito de voto às mulheres. A Suprema Corte dos EUA rejeitou esse argumento. Em Bradwell v. Illinois [en], a Suprema Corte dos EUA decidiu que a recusa da Suprema Corte de Illinois em conceder a Myra Bradwell uma licença para exercer a advocacia não era uma violação da Constituição dos EUA e se recusou a estender a autoridade federal em apoio aos direitos de cidadania das mulheres. No caso Minor v. Happersett [en], a Suprema Corte dos EUA decidiu que a Cláusula de Privilégios ou Imunidades [en] da Décima Quarta Emenda não concedia direito de voto aos cidadãos americanos; apenas garantia proteção adicional de privilégios aos cidadãos que já os possuíam. Se a constituição de um estado limitasse o sufrágio aos cidadãos do sexo masculino dos Estados Unidos, então as mulheres desse estado não tinham direito a voto. Depois que as decisões da Suprema Corte dos EUA entre 1873 e 1875 negaram o direito de voto às mulheres em conexão com a Décima Quarta e a Décima Quinta Emendas, os grupos sufragistas mudaram seus esforços para defender uma nova emenda constitucional.
O contínuo estabelecimento da fronteira americana, juntamente com o estabelecimento de constituições territoriais, permitiu que a questão do sufrágio feminino fosse levantada à medida que os territórios ocidentais avançavam em direção à condição de Estado. Por meio do ativismo das organizações de sufrágio e dos partidos políticos independentes, o sufrágio feminino foi incluído nas constituições do Território de Wyoming (1869) e do Território de Utah (1870). O sufrágio feminino em Utah foi revogado em 1887, quando o Congresso aprovou a Lei Edmunds-Tucker em 1887, que também proibia a poligamia; ele não foi restaurado em Utah até que se tornasse estado em 1896.

### Pós-reconstrução (1878-1910)

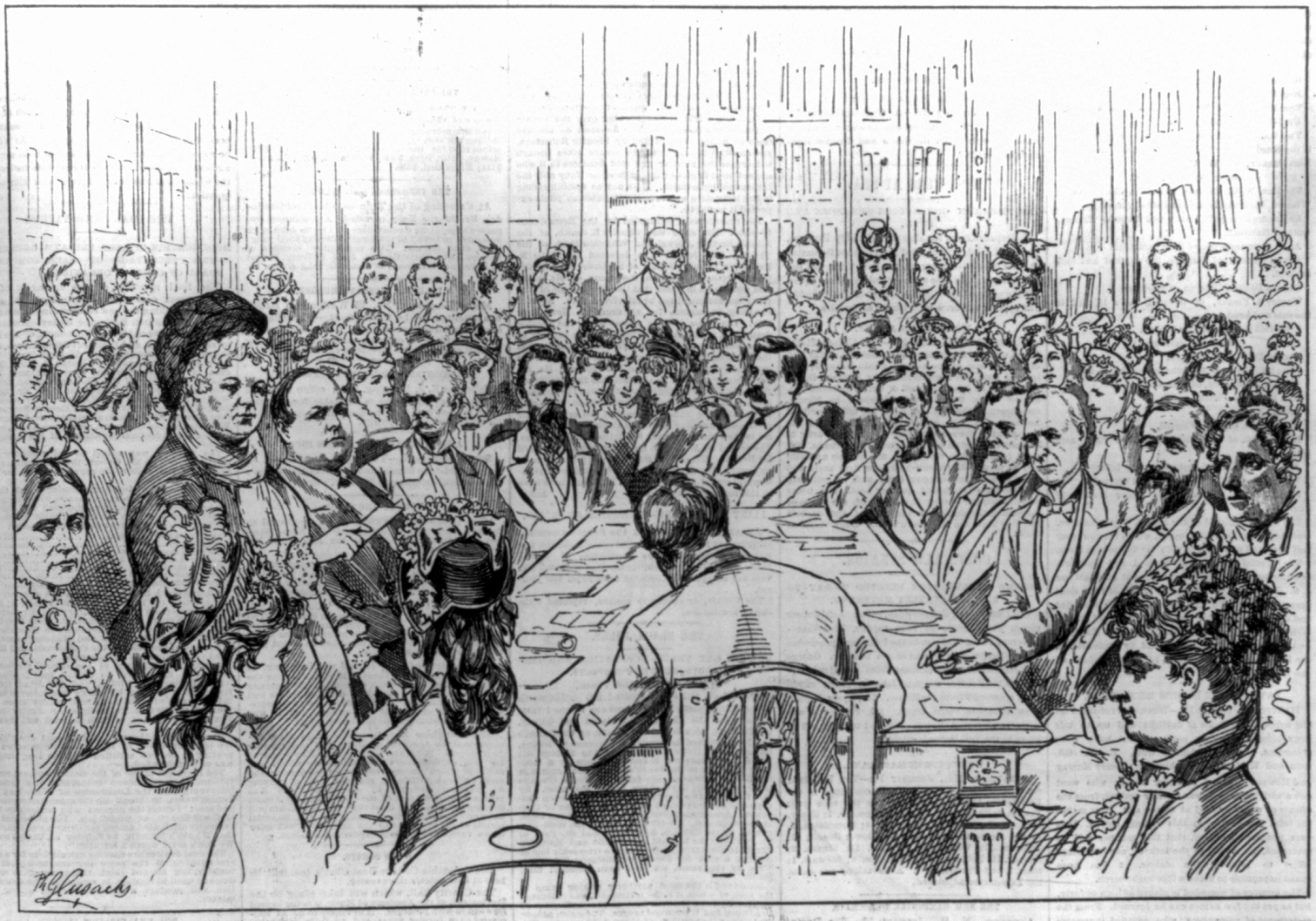
Elizabeth Cady Stanton perante o Comitê de Privilégios e Eleições do Senado. New York Daily Graphic, 16 de janeiro de 1878, p. 501

As legislaturas estaduais existentes no Oeste, bem como aquelas a leste do rio Mississippi, começaram a considerar projetos de lei sobre o sufrágio nas décadas de 1870 e 1880. Várias delas realizaram referendos aos eleitores, mas não obtiveram sucesso até que o movimento sufragista fosse reavivado na década de 1890. O sufrágio feminino pleno continuou no Wyoming depois que ele se tornou um estado em 1890. O Colorado concedeu direitos parciais de voto que permitiram que as mulheres votassem nas eleições para o conselho escolar em 1893 e Idaho concedeu o sufrágio feminino em 1896. A partir de Washington, em 1910, outros sete estados do oeste aprovaram a legislação do sufrágio feminino, inclusive a Califórnia, em 1911, Oregon, Arizona e Kansas, em 1912, o Território do Alasca, em 1913, e Montana e Nevada, em 1914. Todos os estados que obtiveram êxito em garantir o direito total de voto para as mulheres antes de 1920 estavam localizados no Oeste.
Uma emenda federal destinada a conceder o direito de voto às mulheres foi apresentada ao Senado dos EUA pela primeira vez em 1878 por Aaron A. Sargent, um senador da Califórnia que era defensor do sufrágio feminino. Stanton e outras mulheres testemunharam perante o Senado em apoio à emenda. A proposta ficou em um comitê até ser considerada pelo Senado inteiro e rejeitada por uma votação de 16 a 34 em 1887. Uma emenda proposta em 1888 na Câmara dos Deputados dos EUA exigia sufrágio limitado para mulheres solteiras ou viúvas que possuíssem propriedades.
Na década de 1890, as líderes sufragistas começaram a reconhecer a necessidade de ampliar sua base de apoio para obter sucesso na aprovação da legislação do sufrágio em nível nacional, estadual e local. Enquanto as mulheres do oeste, as organizações estaduais de sufrágio e a AWSA se concentravam em garantir o direito de voto das mulheres em estados específicos, os esforços em nível nacional persistiam por meio de uma estratégia de testemunho no congresso, petições e lobby. Depois que a AWSA e a NWSA se fundiram em 1890 para formar a Associação Nacional do Sufrágio Feminino Americano (National American Woman Suffrage Association - NAWSA), o grupo direcionou seus esforços para obter apoio em nível estadual para o sufrágio. As sufragistas tiveram de fazer campanha pública pelo voto para convencer os eleitores do sexo masculino, os legisladores estaduais e os membros do Congresso de que as mulheres americanas queriam ser emancipadas e que o voto feminino beneficiaria a sociedade americana. Os defensores do sufrágio também tiveram de convencer as mulheres americanas, muitas das quais eram indiferentes à questão, de que o sufrágio era algo que elas queriam. A apatia entre as mulheres foi um obstáculo constante que as sufragistas tiveram de superar por meio de esforços organizados de base. Apesar dos esforços das sufragistas, nenhum estado concedeu o sufrágio às mulheres entre 1896 e 1910, e a NAWSA mudou seu foco para a aprovação de uma emenda constitucional nacional. As sufragistas também continuaram a pressionar pelo direito de voto em estados e territórios individuais, mantendo a meta de reconhecimento federal.

### Iniciativas de sufrágio das mulheres afro-americanas

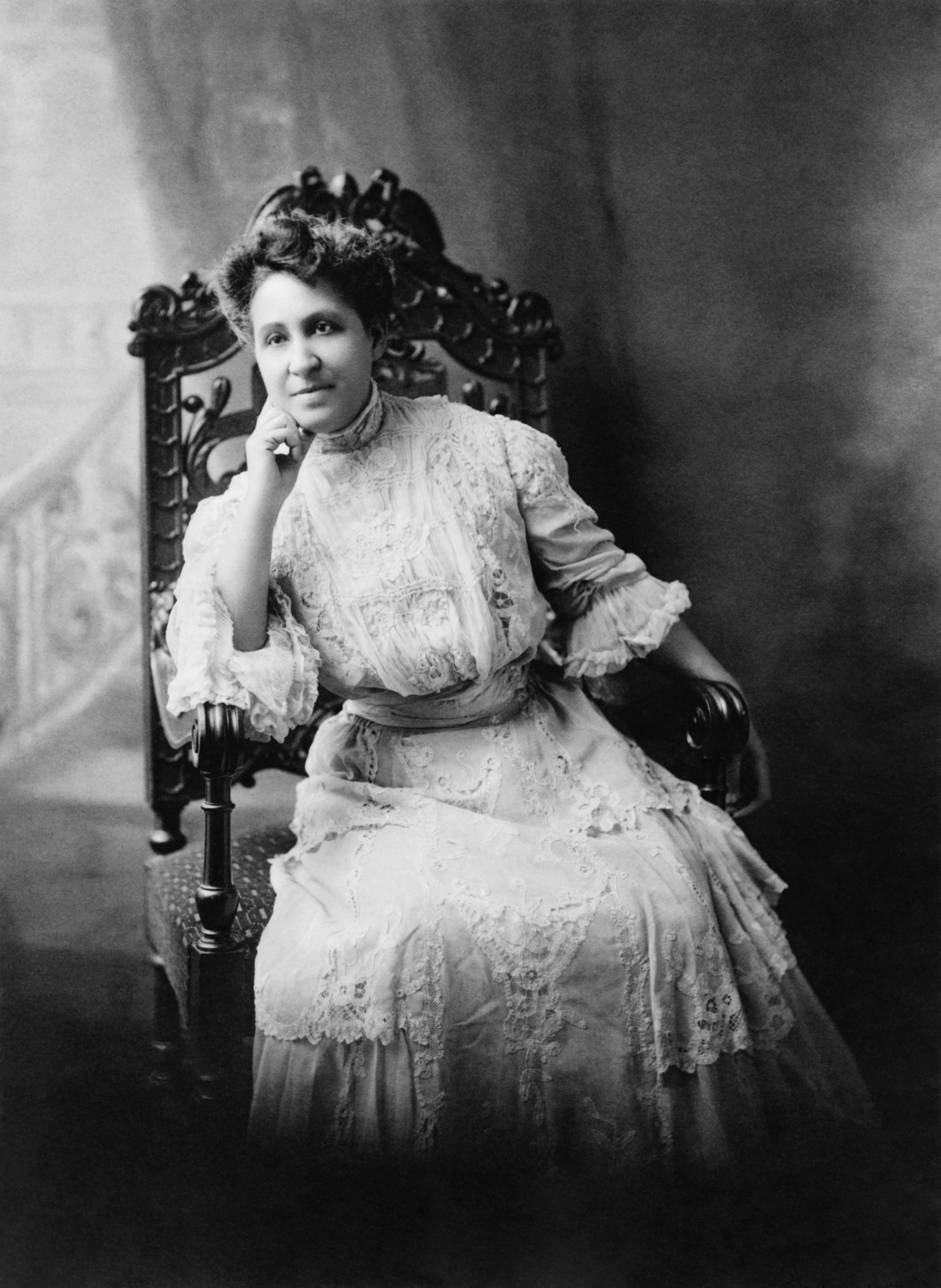
Sufragista e ativista dos direitos civis Mary Church Terrell.

Milhares de mulheres afro-americanas participaram ativamente do movimento sufragista, abordando questões de raça, gênero e classe, bem como a emancipação, muitas vezes por meio da igreja, mas também por meio de organizações dedicadas a causas específicas. Enquanto as mulheres brancas buscavam o voto para ter voz igual no processo político, as mulheres afro-americanas geralmente buscavam o voto como meio de elevação racial e como forma de efetuar mudanças na era pós-reconstrução. Notáveis sufragistas afro-americanas, como Mary Church Terrell [en], Sojourner Truth, Frances Ellen Watkins Harper, Fannie Barrier Williams e Ida B. Wells-Barnett, defenderam o sufrágio em conjunto com os direitos civis dos afro-americanos.
Em 1866, na Filadélfia, Margaretta Forten [en] e Harriet Forten Purvis [en] ajudaram a fundar a Associação de Sufrágio da Filadélfia (Philadelphia Suffrage Association); Purvis viria a fazer parte do comitê executivo da Associação Americana de Direitos Iguais (American Equal Rights Association - AERA), uma organização que apoiava o sufrágio para mulheres e homens afro-americanos. Um movimento nacional de apoio ao sufrágio para as mulheres afro-americanas começou com o surgimento do movimento dos clubes de mulheres negras. Em 1896, mulheres de clubes pertencentes a várias organizações que promoviam o sufrágio feminino se reuniram em Washington, D.C., para formar a Associação Nacional de Mulheres de Cor [en] (National Association of Colored Women), da qual Frances E.W. Harper, Josephine St. Pierre, Harriet Tubman e Ida B. Wells Barnett foram sócias fundadoras. Liderada por Mary Church Terrell, foi a maior federação de clubes de mulheres afro-americanas do país. Depois de 1914, tornou-se a Associação Nacional de Clubes de Mulheres de Cor (National Association of Colored Women's Clubs - NACW).

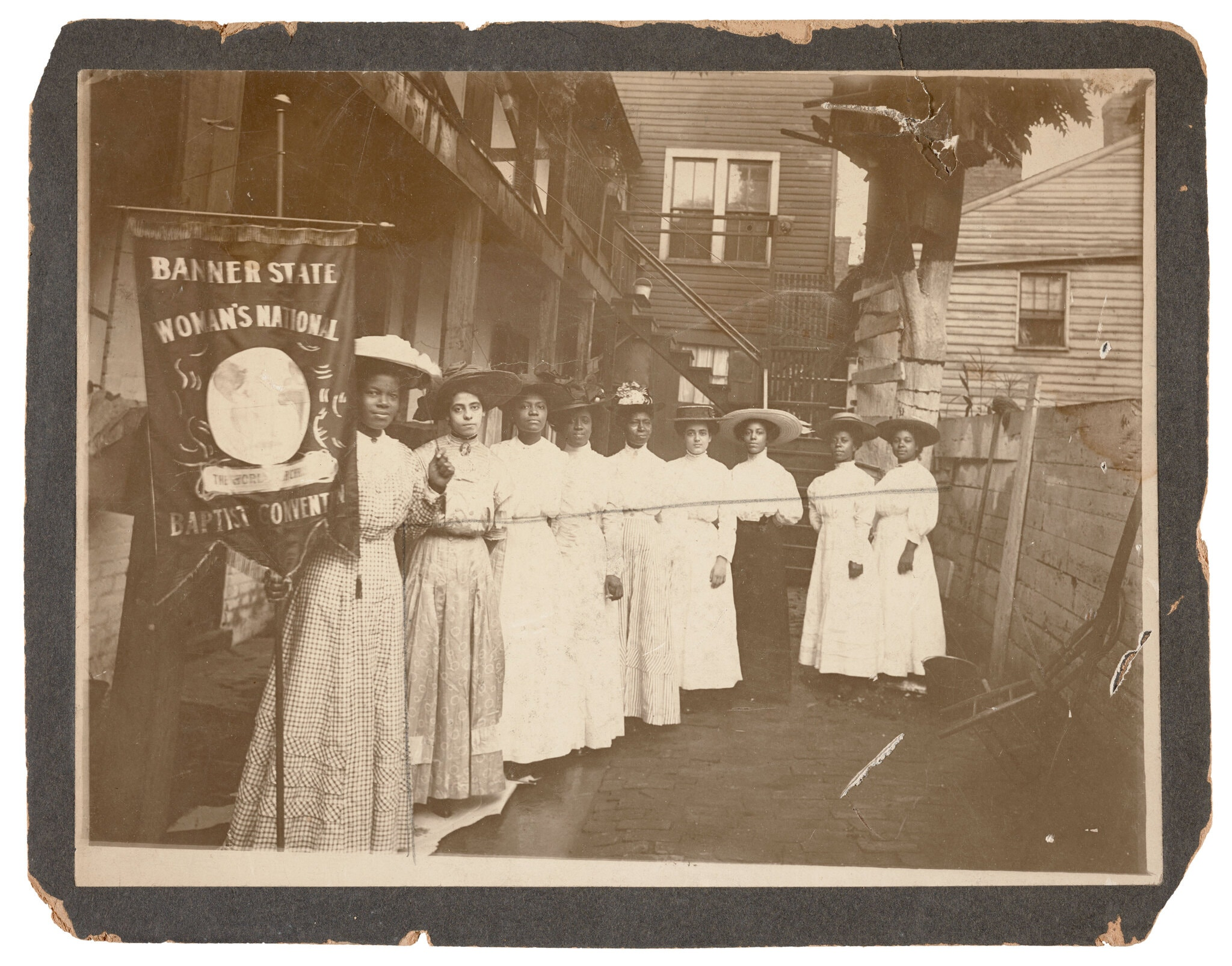
Nannie Helen Burroughs segurando uma faixa da Convenção Batista Nacional das Mulheres.

Quando a Décima Quinta Emenda concedeu o direito de voto aos homens afro-americanos, Elizabeth Cady Stanton e Susan B. Anthony abandonaram a AERA, que apoiava o sufrágio universal, para fundar a Associação Nacional pelo Sufrágio Feminino (NWSA) em 1869, dizendo que os homens negros não deveriam receber o voto antes das mulheres brancas. Em resposta, a sufragista afro-americana Frances Ellen Watkins Harper e outras filiaram-se à Associação Americana pelo Sufrágio Feminino, que apoiava o sufrágio para as mulheres e para os homens negros. Mary Ann Shadd Cary [en], a segunda mulher afro-americana a se formar na Faculdade de Direito da Universidade Howard, filiou-se à Associação Nacional pelo Sufrágio Feminino em 1878, quando fez o discurso principal da convenção. As tensões entre sufragistas afro-americanas e brancas persistiram, mesmo depois que a NWSA e a AWSA se fundiram para formar a Associação Nacional do Sufrágio Feminino Americano (NAWSA) em 1890.
No início do século XX, as sufragistas brancas adotaram estratégias destinadas a apaziguar os estados do sul às custas das mulheres afro-americanas. Nas convenções de 1901 e 1903, em Atlanta e Nova Orleans, a NAWSA impediu a participação de afro-americanas. Na conferência nacional da NAWSA de 1911, Martha Gruening [en] pediu à organização que denunciasse formalmente a supremacia branca. A presidente da NAWSA, Anna Howard Shaw, recusou, dizendo que era "a favor do voto das pessoas de cor", mas não queria alienar outras pessoas do movimento sufragista. Até mesmo o Comitê do Congresso da NAWSA, mais radical, que se tornaria o Partido Nacional da Mulher, falhou com as mulheres afro-americanas, mais visivelmente ao se recusar a permitir que elas marchassem no primeiro desfile sufragista do país em Washington, D.C. Embora a NAWSA tenha orientado Paul a não excluir participantes afro-americanas, 72 horas antes do desfile as mulheres afro-americanas foram direcionadas para a parte de trás do desfile; Ida B. Wells desafiou essas instruções e se juntou à unidade de Illinois, o que gerou telegramas de apoio.
Mary Burnett Talbert [en], líder da NACW e da Associação Nacional para o Progresso de Pessoas de Cor (National Association for the Advancement of Colored People - NAACP), e Nannie Helen Burroughs, educadora e ativista, contribuíram para uma edição da Crisis, publicada por W. E. B. Du Bois em agosto de 1915. Elas escreveram sobre a necessidade do voto para as mulheres afro-americanas. Burroughs, ao ser questionado sobre o que as mulheres poderiam fazer com o voto, respondeu de forma incisiva: "O que ela pode fazer sem ele?"

## Proposta e ratificação

### Novo foco em uma emenda federal

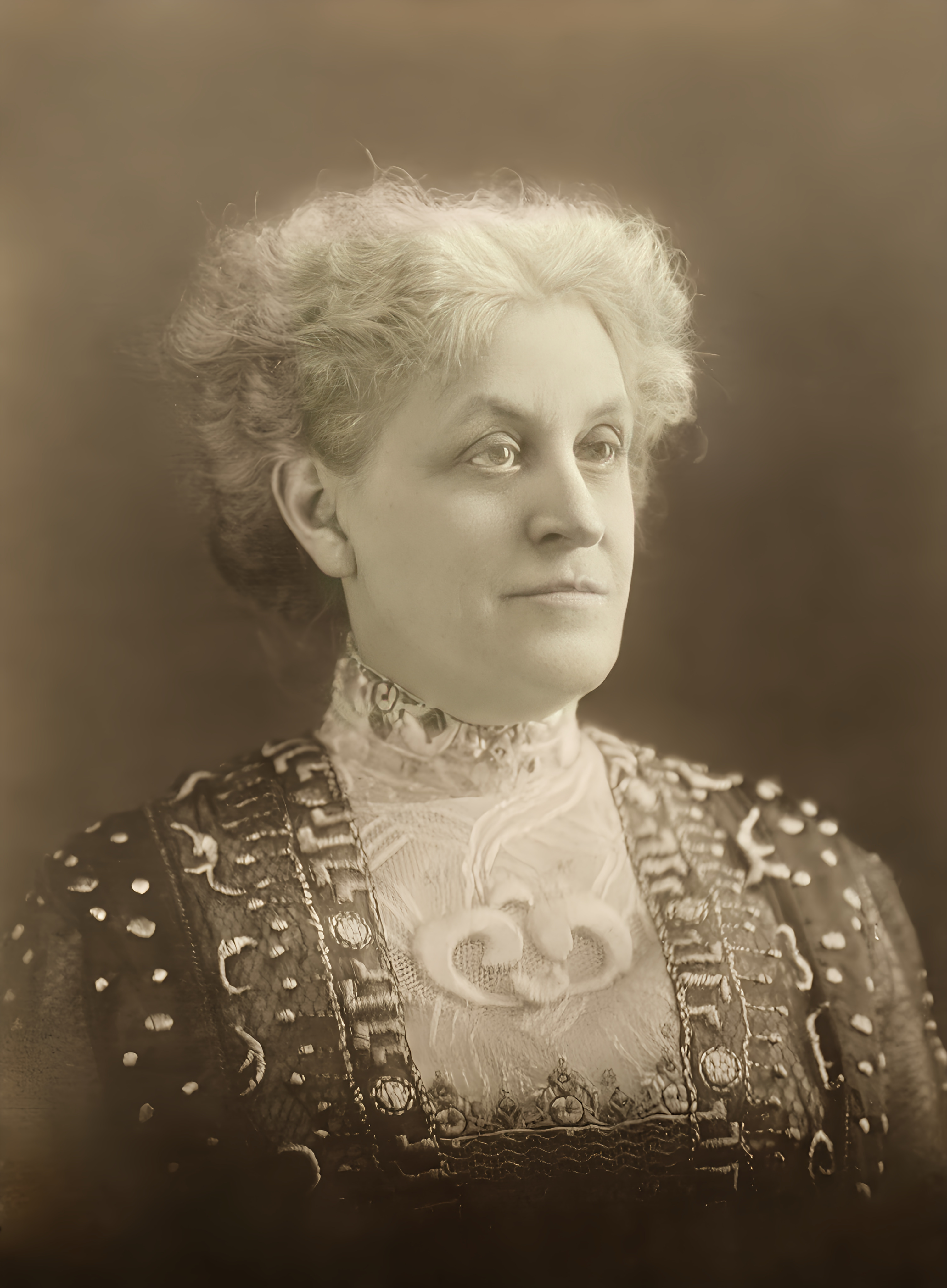
Carrie Chapman Catt, presidente da National American Woman Suffrage Association, organizou o "Plano Vencedor" que ajudou a garantir a aprovação da Décima Nona Emenda.

Em 1900, Carrie Chapman Catt sucedeu Susan B. Anthony como presidente da Associação Nacional Americana pelo Sufrágio Feminino. Catt revitalizou a NAWSA, voltando o foco da organização para a aprovação da emenda federal e, ao mesmo tempo, apoiando as mulheres que queriam pressionar seus estados a aprovar a legislação do sufrágio. A estratégia, que mais tarde ela chamou de "O Plano Vencedor" (The Winning Plan), tinha vários objetivos: as mulheres dos estados que já haviam concedido o sufrágio presidencial (o direito de votar no presidente) se concentrariam na aprovação de uma emenda federal sobre o sufrágio; as mulheres que acreditavam que poderiam influenciar suas legislaturas estaduais se concentrariam em alterar suas constituições estaduais e os estados do sul se concentrariam em obter o sufrágio primário (o direito de votar nas primárias estaduais). Ao mesmo tempo, a NAWSA trabalhou para eleger congressistas que apoiassem o sufrágio feminino. Em 1915, a NAWSA era uma organização ampla, com 44 divisões estaduais e mais de dois milhões de membros.
Após romper com a NAWSA, Alice Paul e Lucy Burns fundaram a União do Congresso para o Sufrágio Feminino [en] (Congressional Union for Women Suffrage - CUWS) em 1913 para pressionar o governo federal a tomar medidas legislativas. Uma de suas primeiras ações foi organizar uma passeata pelo sufrágio feminino em Washington, D.C., em 3 de março de 1913, um dia antes da posse de Woodrow Wilson. A procissão de mais de 5.000 participantes atraiu uma multidão estimada em 500.000 pessoas, bem como a atenção da mídia nacional, mas Wilson não tomou nenhuma medida imediata. Em março de 1917, a União do Congresso para o Sufrágio Feminino uniu-se ao Partido das Mulheres dos Eleitores do Oeste (Women's Party of Western Voters) para formar o Partido Nacional da Mulher (National Woman's Party - NWP), cujas táticas agressivas incluíam a realização de atos mais radicais de desobediência civil e demonstrações controversas para chamar mais atenção para a questão do sufrágio feminino.

### O sufrágio feminino e o patriotismo da Primeira Guerra Mundial

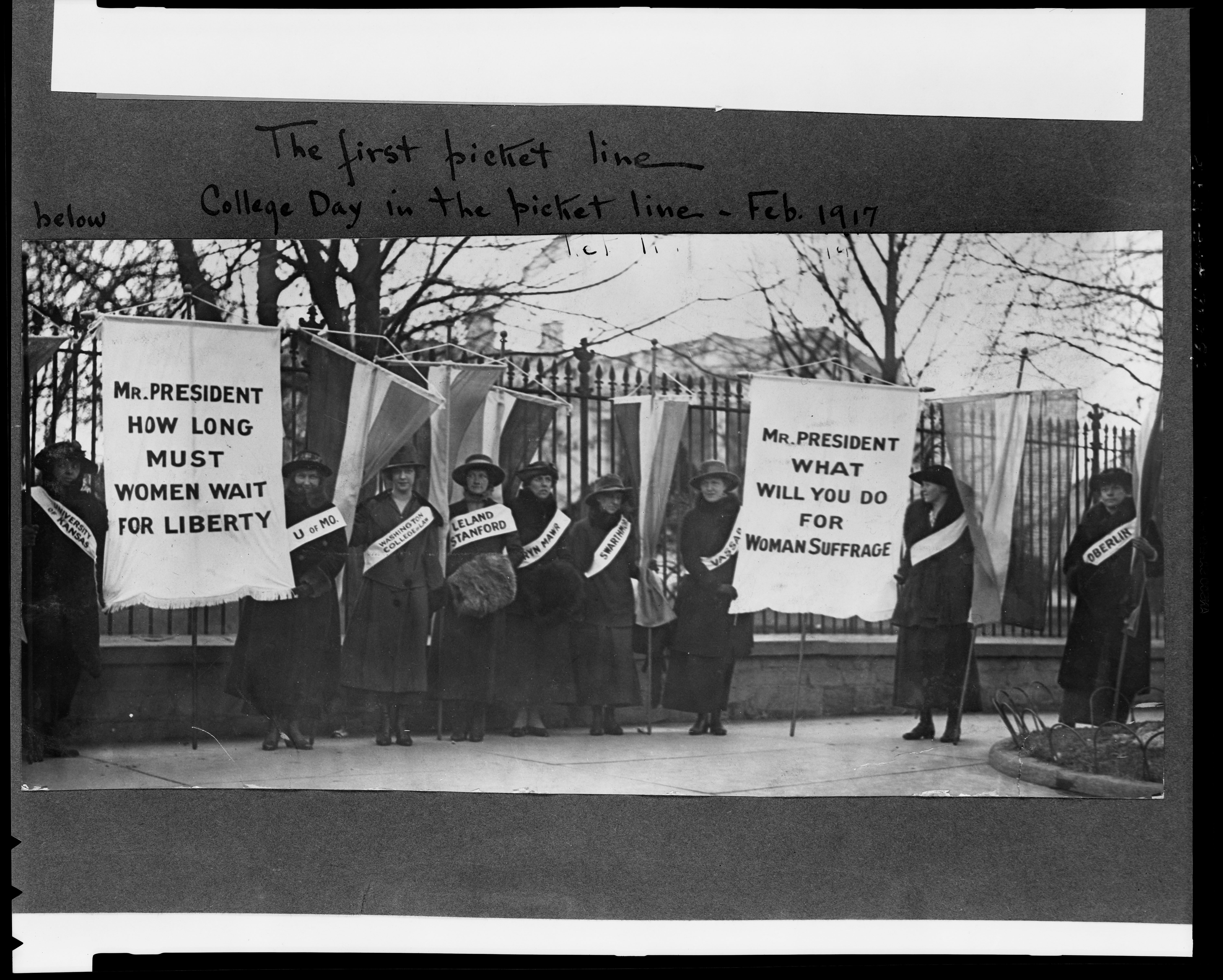
As Sentinelas Silenciosas iniciam uma campanha de aproximadamente 2 anos em frente à Casa Branca (1917).

Quando a Primeira Guerra Mundial começou em 1914, as mulheres de oito estados já haviam conquistado o direito ao voto, mas o apoio a uma emenda federal ainda era tênue. A guerra deu uma nova urgência à luta pelo voto. Quando os EUA entraram na Primeira Guerra Mundial, Catt tomou a decisão de apoiar o esforço de guerra, apesar do sentimento pacifista generalizado de muitos de seus colegas e apoiadores. À medida que as mulheres se juntavam à força de trabalho para substituir os homens que serviam nas forças armadas e assumiam posições visíveis como enfermeiras, trabalhadoras humanitárias e motoristas de ambulância para apoiar o esforço de guerra, os organizadores da NAWSA argumentavam que os sacrifícios das mulheres as tornavam merecedoras do voto. Por outro lado, o NWP usou a guerra para apontar as contradições de lutar pela democracia no exterior e restringi-la em casa. Em 1917, o NWP começou a fazer piquetes na Casa Branca para chamar a atenção para a causa do sufrágio feminino.
Em 1914, a emenda constitucional proposta por Sargent, que foi apelidada de "Emenda Susan B. Anthony", foi novamente considerada pelo Senado, onde foi novamente rejeitada. Em abril de 1917, a "Emenda Anthony", que acabou se tornando a Décima Nona Emenda, foi reintroduzida na Câmara e no Senado. As membras do NWP que faziam piquetes, apelidadas de Sentinelas Silenciosas, continuaram seus protestos nas calçadas do lado de fora da Casa Branca. Em 4 de julho de 1917, a polícia prendeu 168 dos manifestantes, que foram enviados para a prisão em Lorton, Virgínia. Algumas dessas mulheres, inclusive Lucy Burns e Alice Paul, fizeram greves de fome; algumas foram alimentadas à força, enquanto outras foram tratadas com crueldade pelos guardas da prisão. A libertação das mulheres, alguns meses depois, deveu-se em grande parte à crescente pressão pública.

### Desafios finais do Congresso

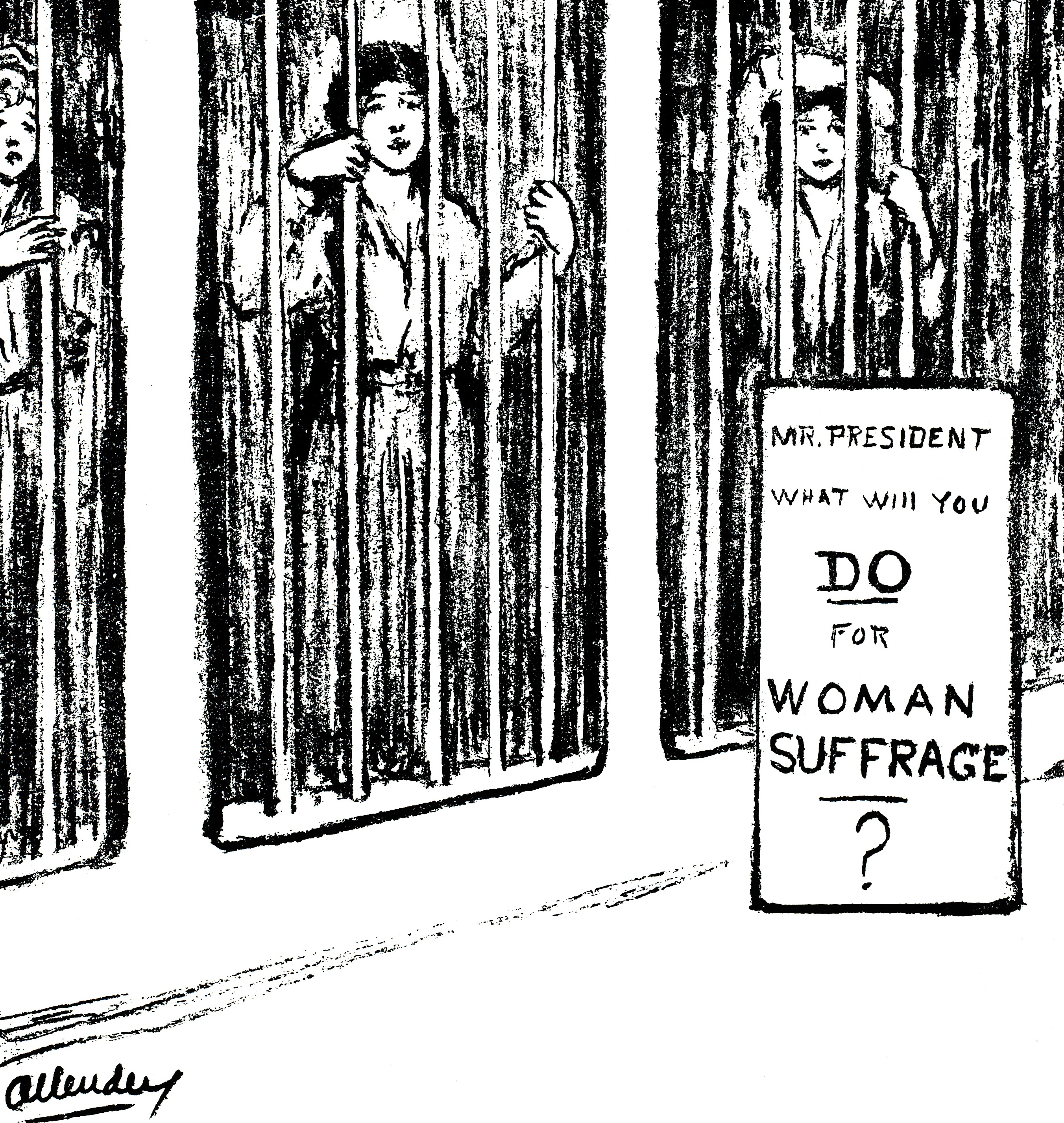
Caricatura política de en dirigida ao Presidente Wilson, publicada no The Suffragist em 3 de outubro de 1917;

Em 1918, o Presidente Wilson enfrentou uma difícil eleição de meio de mandato e teria de confrontar diretamente a questão do sufrágio feminino. Quinze estados haviam concedido direitos iguais de voto às mulheres e, a essa altura, ele apoiava totalmente a emenda federal. Uma proposta apresentada à Câmara em janeiro de 1918 foi aprovada por apenas um voto. A votação foi então levada ao Senado, onde Wilson fez um apelo no plenário do Senado, uma ação sem precedentes na época. Em um breve discurso, o presidente vinculou o direito de voto das mulheres diretamente à guerra, perguntando: "Devemos admiti-las apenas em uma parceria de sofrimento, sacrifício e trabalho e não em uma parceria de privilégio e direito?" Em 30 de setembro de 1918, a proposta não foi aprovada por dois votos a menos, o que levou o NWP a direcionar a campanha contra os senadores que haviam votado contra a emenda.
Entre janeiro de 1918 e junho de 1919, a Câmara e o Senado votaram a emenda federal cinco vezes. Cada votação foi apertada e os democratas do sul continuaram a se opor à concessão do voto às mulheres. As sufragistas pressionaram o Presidente Wilson a convocar uma sessão especial do Congresso e ele concordou em marcar uma para 19 de maio de 1919. Em 21 de maio de 1919, a emenda foi aprovada na Câmara por 304 a 89, com 42 votos a mais do que o necessário. Em 4 de junho de 1919, foi apresentada ao Senado e, depois que os democratas do sul desistiram da obstrução, 36 senadores republicanos se juntaram a 20 democratas para aprovar a emenda com 56 votos a favor, 25 contra e 14 não votaram. A contagem final de votos foi a seguinte:
- 20 democratas Sim;
- 17 Democratas Não;
- 9 Democratas Não votaram/abstiveram;
- 36 Republicanos Sim;
- 8 Republicanos Não;
- 5 Republicanos Não votaram/abstiveram;

### Ratificação

Nível máximo de leis de sufrágio feminino antes da adoção da Décima Nona Emenda:
Sufrágio pleno
Sufrágio presidencial
Sufrágio primário
Sufrágio municipal
Sufrágio escolar, obrigacional ou fiscal
Sufrágio municipal em algumas cidades
Sufrágio primário nalgumas cidades
Sem sufrágio

Carrie Chapman Catt e Alice Paul mobilizaram os membros da NAWSA e da NWP para pressionar os estados a ratificar a emenda. Em poucos dias, as legislaturas de Wisconsin, Illinois e Michigan o fizeram. É discutível qual Estado foi considerado o primeiro a ratificar a emenda. Embora a legislatura de Illinois tenha aprovado a legislação uma hora antes da de Wisconsin, o delegado de Wisconsin, David James, chegou mais cedo e recebeu uma declaração estabelecendo Wisconsin como o primeiro a ratificar.
Em 2 de agosto de 1919, 14 estados haviam aprovado a ratificação. Até o final de 1919, 22 haviam ratificado a emenda. Em outros estados, o apoio foi mais difícil de obter. Grande parte da oposição à emenda veio dos democratas do sul; somente dois antigos estados confederados (Texas e Arkansas) e três estados fronteiriços votaram a favor da ratificação, sendo que Kentucky e West Virginia só o fizeram em 1920. O Alabama e a Geórgia foram os primeiros estados a rejeitar a ratificação. O governador da Louisiana trabalhou para organizar 13 estados para resistir à ratificação da emenda. A legislatura de Maryland recusou-se a ratificar a emenda e tentou impedir que outros estados o fizessem. Carrie Catt começou a fazer um apelo aos governadores do Oeste, incentivando-os a agir rapidamente. Até o final de 1919, um total de 22 estados havia ratificado a emenda.
A resistência à ratificação assumiu várias formas: os anti-sufragistas [en] continuaram a dizer que a emenda nunca seria aprovada nas eleições de novembro de 1920 e que as sessões especiais eram uma perda de tempo e esforço. Outros oponentes da ratificação entraram com ações judiciais exigindo que a emenda federal fosse aprovada por referendos estaduais. Em junho de 1920, após intenso lobby da NAWSA e da NWP, a emenda foi ratificada por 35 das 36 legislaturas estaduais necessárias. A ratificação seria determinada pelo Tennessee. Em meados de julho de 1919, tanto os oponentes quanto os apoiadores da Emenda Anthony chegaram a Nashville para fazer lobby na Assembleia Geral. Carrie Catt, representando a NAWSA, trabalhou com líderes sufragistas estaduais, incluindo Anne Dallas Dudley e Abby Crawford Milton. Sue Shelton White [en], natural do Tennessee, que havia participado de protestos na Casa Branca e viajado com o Prison Special [en], representou a NWP.

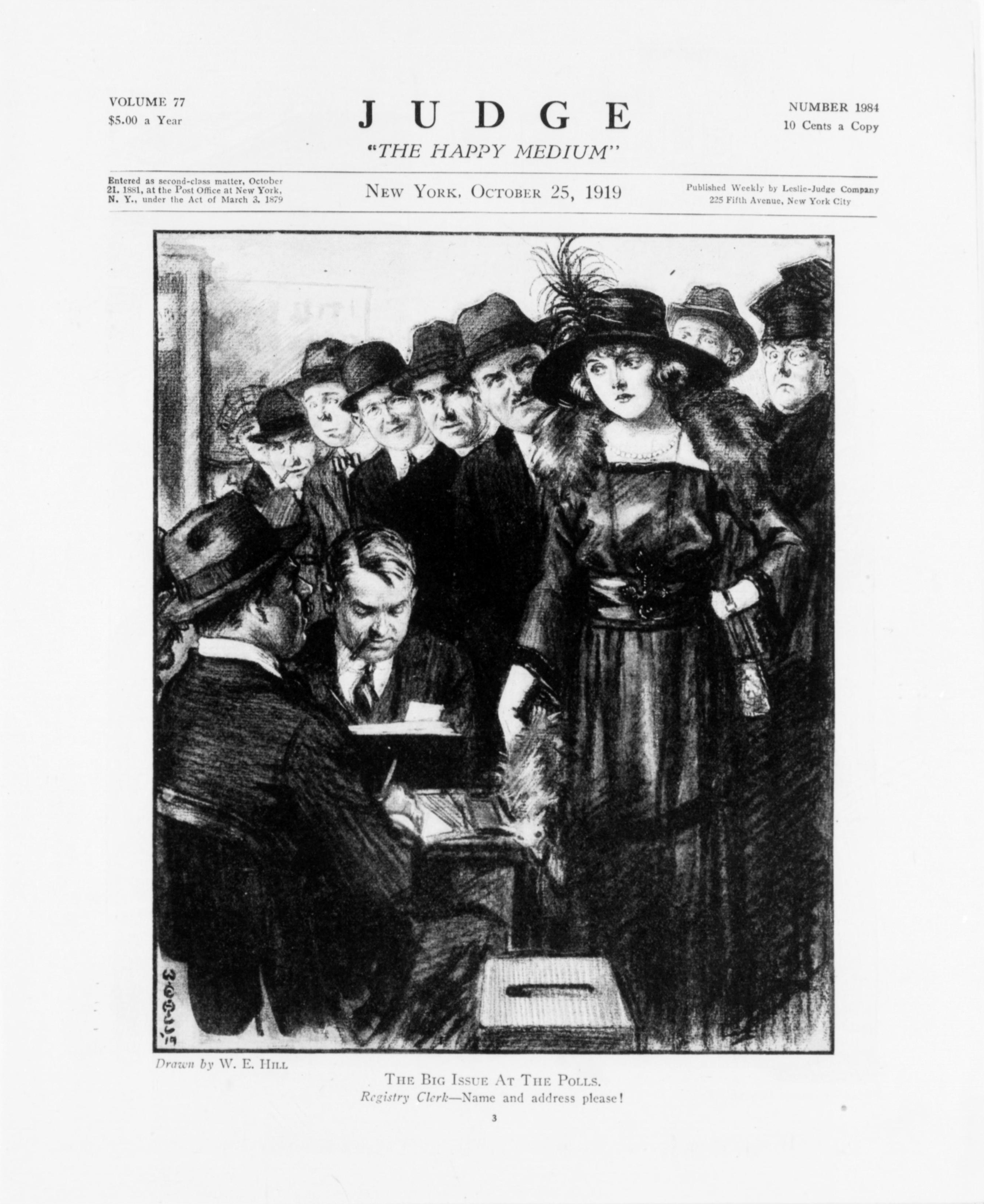
Judge cover, Oct 25, 1919.

Em oposição a eles estavam os "Antis", em especial Josephine Pearson [en], presidente estadual da Liga de Rejeição das Mulheres do Sul à Emenda Susan. B. Anthony (Southern Women's Rejection League of the Susan. B. Anthony Amendment), que havia atuado como reitora e presidente de filosofia na Christian College, em Columbia. Pearson contou com a ajuda de Anne Pleasant [en], presidente da Liga de Rejeição Feminina da Louisiana (Louisiana Women's Rejection League) e esposa de um ex-governador da Louisiana. Especialmente no Sul, a questão do sufrágio feminino estava intimamente ligada a questões raciais. Embora tanto as mulheres brancas quanto as negras trabalhassem pelo sufrágio feminino, algumas sufragistas brancas tentaram apaziguar os estados do sul argumentando que os votos para as mulheres poderiam neutralizar o voto dos negros, fortalecendo a supremacia branca. Para os anti-sufragistas do sul (os "Antis"), a emenda federal era vista como uma proposta de lei que o Congresso poderia usar para impor disposições de voto não apenas para as mulheres, mas também para os homens afro-americanos que ainda eram efetivamente privados de direitos mesmo após a aprovação da Décima Quarta e da Décima Quinta Emendas. Carrie Catt advertiu os líderes sufragistas do Tennessee que os "anti-sufrágios" se baseariam em "mentiras, insinuações e quase verdades", levantando a questão racial como um fator poderoso em seus argumentos.

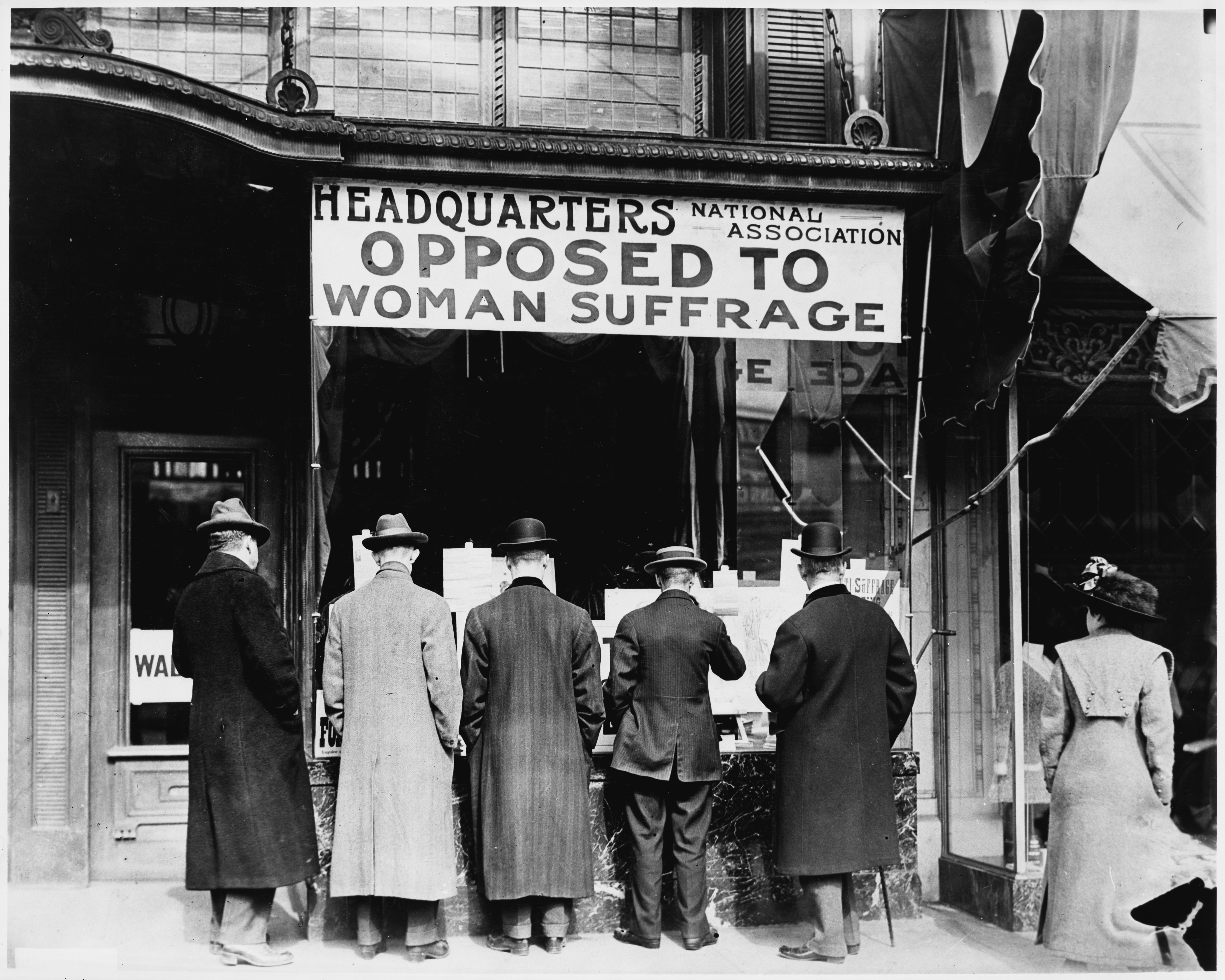
Sede da Associação Nacional de Oposição ao Sufrágio Feminino (National Association Opposed to Woman Suffrage - NAOWS).

Antes do início da sessão da Assembleia Geral em 9 de agosto, tanto os apoiadores quanto os oponentes fizeram lobby com os membros do Senado e da Câmara dos Deputados do Tennessee. Embora o governador democrata do Tennessee, Albert H. Roberts, apoiasse a ratificação, a maioria dos legisladores ainda estava indecisa. As anti-sufragistas tinham os membros como alvo, encontrando seus trens quando chegavam a Nashville para apresentar seu caso. Quando a Assembleia Geral se reuniu em 9 de agosto, tanto os partidários quanto os opositores montaram estações do lado de fora das câmaras, distribuindo rosas amarelas para os partidários do sufrágio e rosas vermelhas para os "antis". Em 12 de agosto, a legislatura realizou audiências sobre a proposta do sufrágio; no dia seguinte, o Senado votou 24 a 5 a favor da ratificação. Enquanto a Câmara se preparava para tratar da questão da ratificação em 18 de agosto, o lobby se intensificou. O presidente da Câmara, Seth M. Walker, tentou apresentar a resolução de ratificação, mas foi derrotado duas vezes com uma votação de 48 a 48. A votação da resolução seria apertada. O deputado Harry Burn [en], um republicano, havia votado a favor da resolução nas duas vezes. Quando a votação foi realizada novamente, Burn votou a favor. Ele disse que apoiava o sufrágio feminino como um "direito moral", mas que havia votado contra a resolução porque acreditava que seus eleitores se opunham a ela. Nos últimos minutos antes da votação, ele recebeu um bilhete de sua mãe, pedindo-lhe que votasse a favor. Imediatamente circularam rumores de que Burn e outros legisladores haviam sido subornados, mas os repórteres dos jornais não encontraram nenhuma evidência disso.
No mesmo dia em que a ratificação foi aprovada na Assembleia Geral, o Presidente da Câmara Walker apresentou uma moção de reconsideração. Quando ficou claro que ele não tinha votos suficientes para aprovar a moção, os representantes que se opunham ao sufrágio embarcaram em um trem, fugindo de Nashville para Decatur, Alabama, para impedir que a Assembleia tomasse uma atitude em relação à moção de reconsideração, impedindo o quórum. Trinta e sete legisladores fugiram para Decatur, emitindo uma declaração de que a ratificação da emenda violaria seu juramento de defender a constituição estadual. A manobra falhou. O Presidente da Câmara Walker não conseguiu reunir nenhum voto adicional no tempo previsto. Quando a Câmara voltou a se reunir para dar os últimos passos processuais que reafirmariam a ratificação, as sufragistas do Tennessee aproveitaram a oportunidade para provocar os delegados anti que faltavam, sentando-se em suas mesas vazias. Quando a ratificação foi finalmente confirmada, uma sufragista no plenário da Câmara tocou um Sino da Liberdade em miniatura.
Em 18 de agosto de 1920, o Tennessee aprovou por pouco a Décima Nona Emenda, com 50 dos 99 membros da Câmara dos Representantes do Tennessee votando a favor. Isso proporcionou a ratificação final necessária para acrescentar a emenda à Constituição, tornando os Estados Unidos o vigésimo sétimo país do mundo a dar às mulheres o direito de votar. Após assinar o certificado de ratificação, o governador do Tennessee o enviou por carta registrada ao Secretário de Estado dos EUA, Bainbridge Colby, cujo escritório o recebeu às 4h da manhã do dia 26 de agosto de 1920. Depois de certificada como correta, Colby assinou a Proclamação da Emenda do Sufrágio Feminino à Constituição dos EUA somente na presença de seu secretário.

### Cronograma da ratificação

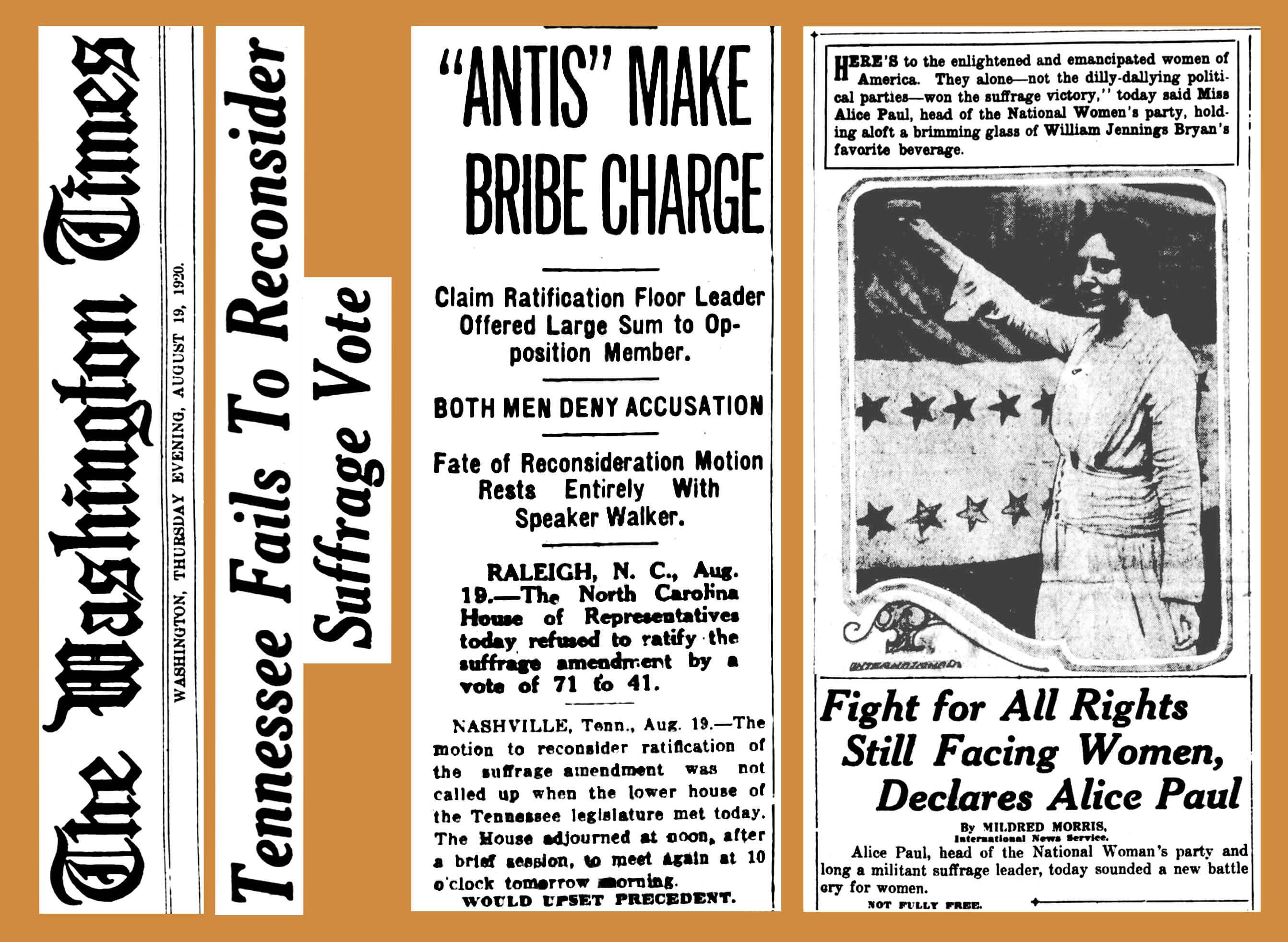
Embora as acusações de suborno não tenham levado a legislatura do Tennessee a reconsiderar a sua ratificação da emenda relativa ao sufrágio, Alice Paul advertiu imediatamente que "as mulheres ainda não são totalmente livres" e que elas "não podem esperar nada dos políticos... até que se apresentem como uma unidade num partido próprio", afirmando que a discriminação ainda existe "nos livros de leis que não serão eliminados pela ratificação". Paul afirmou que a emenda só foi aprovada porque "finalmente se tornou mais conveniente para aqueles que controlam o Governo ajudar o sufrágio do que opor-se a ele".

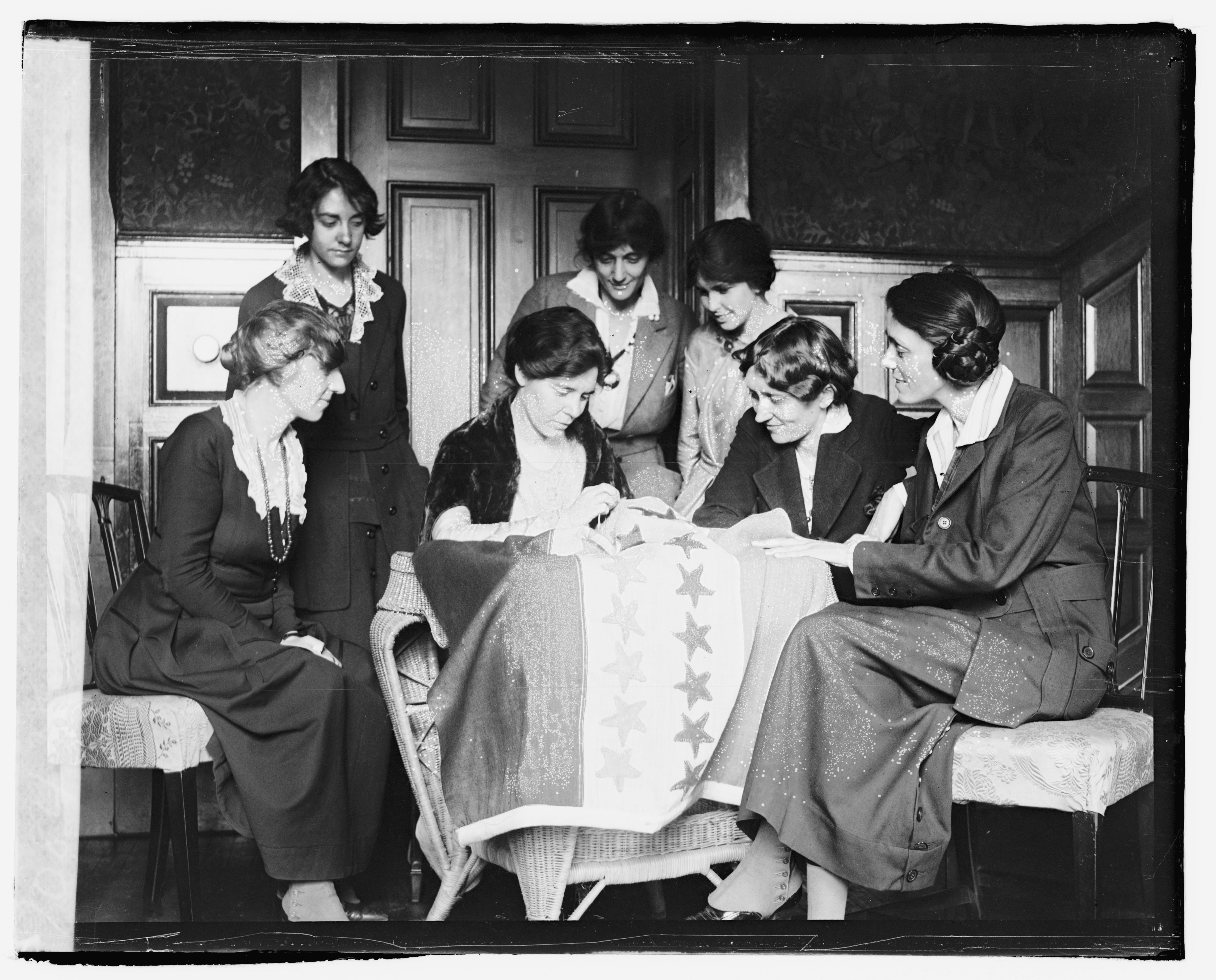
Mulheres costurando estrelas em uma bandeira do sufrágio.

O Congresso propôs a Décima Nona Emenda em 4 de junho de 1919, e os seguintes estados ratificaram a emenda:
- Illinois: 10 de junho de 1919;[74][75][Nota 4]
- Wisconsin: 10 de junho de 1919;[74][75]
- Michigan: 10 de junho de 1919;[76]
- Kansas: 16 de junho de 1919;[77]
- Ohio: 16 de junho de 1919;[4][78][79]
- Nova York: 16 de junho de 1919;[80][81]
- Pennsylvania: 24 de junho de 1919;[4]
- Massachusetts: 25 de junho de 1919;[4]
- Texas: 28 de junho de 1919;[4]
- Iowa: 2 de julho de 1919;[Nota 5]
- Missouri: 3 de julho de 1919;[82]
- Arkansas: 28 de julho de 1919;[4]
- Montana: 30 de julho de 1919; 2 de agosto de 1919;[Nota 5][Nota 6][4]
- Nebraska: 2 de agosto de 1919;[4]
- Minnesota: 8 de setembro de 1919;[83]
- New Hampshire: 10 de setembro de 1919;[Nota 5]
- Utah: 30 de setembro de 1919;[84]
- Califórnia: 1º de novembro de 1919;[4]
- Maine: 5 de novembro de 1919;[4]
- Dakota do Norte: 1º de dezembro de 1919;[4]
- Dakota do Sul: 4 de dezembro de 1919;[4]
- Colorado: 12 de dezembro de 1919; 15 de dezembro de 1919;[4][Nota 5]
- Rhode Island: 6 de janeiro de 1920;[4][85]
- Kentucky: 6 de janeiro de 1920;[4]
- Oregon: 12 de janeiro de 1920;[4]
- Indiana: 16 de janeiro de 1920;[4][86]
- Wyoming: 26 de janeiro de 1920;[4][Nota 7]
- Nevada: 7 de fevereiro de 1920;[4]
- New Jersey: 9 de fevereiro de 1920;[4][Nota 8]
- Idaho: 11 de fevereiro de 1920;[4]
- Arizona: 12 de fevereiro de 1920;[4]
- Novo México: 16 de fevereiro de 1920;[4][87]
- Oklahoma: 23 de fevereiro de 1920;[4][88]
- Virgínia Ocidental: 10 de março de 1920, confirmado em 21 de setembro de 1920;[4][Nota 9]
- Washington: 22 de março de 1920;[4][Nota 10]
- Tennessee: 18 de agosto de 1920;[4][Nota 11][69]

O processo de ratificação exigiu 36 estados e foi concluído com a aprovação do Tennessee. Embora não fosse necessário para a adoção, os estados seguintes ratificaram a emenda posteriormente. Alguns estados não convocaram uma sessão legislativa para realizar uma votação até mais tarde, outros a rejeitaram quando foi proposta e reverteram suas decisões anos depois, sendo que a última ocorreu em 1984.
- Connecticut: 14 de setembro de 1920, reafirmada em 21 de setembro de 1920;[90]
- Vermont: 8 de fevereiro de 1921;[91]
- Delaware: 6 de março de 1923 (após ter sido rejeitado em 2 de junho de 1920);[92]
- Maryland: 29 de março de 1941 (depois de ter sido rejeitado em 24 de fevereiro de 1920; não foi certificado até 25 de fevereiro de 1958);[93]
- Virgínia: 21 de fevereiro de 1952 (depois de ter sido rejeitada em 12 de fevereiro de 1920);[94]
- Alabama: 8 de setembro de 1953 (depois de ter sido rejeitada em 22 de setembro de 1919);[95]
- Flórida: 13 de maio de 1969;[96]
- Carolina do Sul: 1º de julho de 1969 (depois de ter sido rejeitado em 28 de janeiro de 1920; não foi certificado até 22 de agosto de 1973);[97]
- Geórgia: 20 de fevereiro de 1970 (depois de ter sido rejeitada em 24 de julho de 1919);[98]
- Louisiana: 11 de junho de 1970 (depois de ter sido rejeitada em 1º de julho de 1920);[99]
- Carolina do Norte: 6 de maio de 1971;[100]
- Mississippi: 22 de março de 1984 (depois de ter sido rejeitada em 29 de março de 1920);[101]

Com a ratificação do Mississippi em 1984, a emenda foi ratificada por todos os estados existentes na época de sua adoção em 1920.

## Desafios jurídicos

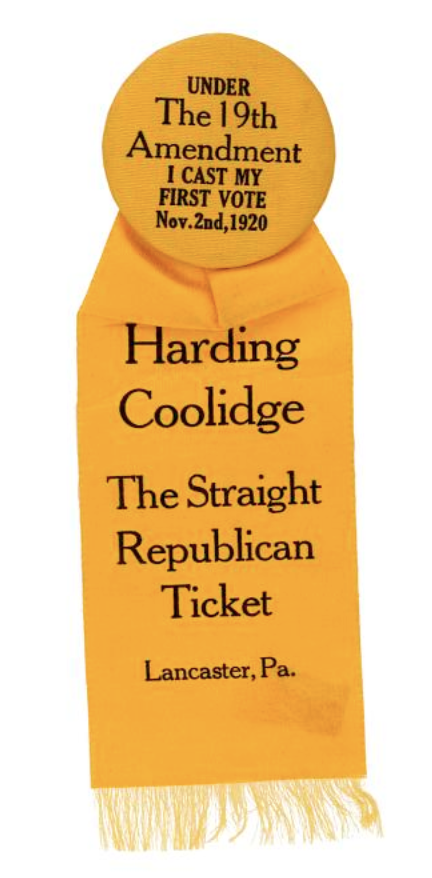
Crachá de votação da 19ª Emenda.

A Suprema Corte dos EUA confirmou por unanimidade a validade da emenda no caso Leser v. Garnett [en]. As cidadãs de Maryland Mary D. Randolph, "'uma cidadã de cor' da 331 West Biddle Street", e Cecilia Street Waters, "uma mulher branca, da 824 North Eutaw Street", solicitaram e obtiveram o registro como eleitoras qualificadas de Baltimore em 12 de outubro de 1920. Para que seus nomes fossem retirados da lista de eleitores qualificados, Oscar Leser e outros moveram uma ação contra as duas mulheres com base apenas no fato de serem mulheres, argumentando que elas não tinham direito a voto porque a Constituição de Maryland limitava o sufrágio aos homens e a legislatura de Maryland havia se recusado a votar para ratificar a Décima Nona Emenda. Dois meses antes, em 26 de agosto de 1920, o governo federal havia proclamado a incorporação da emenda à Constituição.
Leser declarou que a emenda "destruía a autonomia do Estado" porque aumentava o eleitorado de Maryland sem o consentimento do Estado. A Suprema Corte respondeu que a Décima Nona Emenda tinha redação semelhante à Décima Quinta Emenda, e que havia ampliado o eleitorado estadual sem distinção de raça por mais de cinquenta anos, apesar da rejeição de seis estados (inclusive Maryland). Leser argumentou ainda que as constituições estaduais de alguns estados ratificadores não permitiam que seus legislativos ratificassem. O tribunal respondeu que a ratificação estadual era uma função federal concedida nos termos do Artigo Quinto da Constituição dos EUA e não estava sujeita às limitações de uma constituição estadual. Por fim, os autores da ação afirmaram que a Décima Nona Emenda não foi adotada porque o Tennessee e a Virgínia Ocidental violaram suas próprias regras de procedimento. O tribunal decidiu que a questão era discutível porque Connecticut e Vermont haviam ratificado a emenda posteriormente, fornecendo um número suficiente de ratificações estaduais para adotar a Décima Nona Emenda mesmo sem o Tennessee e a Virgínia Ocidental. O tribunal também decidiu que as certificações do Tennessee e da Virgínia Ocidental de suas ratificações estaduais eram obrigatórias e haviam sido devidamente autenticadas por seus respectivos secretários de Estado [en]. Como resultado da decisão do tribunal, Randolph e Waters tiveram permissão para se tornarem eleitores registrados em Baltimore.
Outra contestação à adoção da Décima Nona Emenda foi rejeitado pela Suprema Corte no caso Fairchild v. Hughes [en], porque o autor da ação, Charles Fairchild [en], era de um estado que já permitia o voto feminino e, portanto, Fairchild não tinha legitimidade.

## Efeitos

### Comportamento eleitoral das mulheres

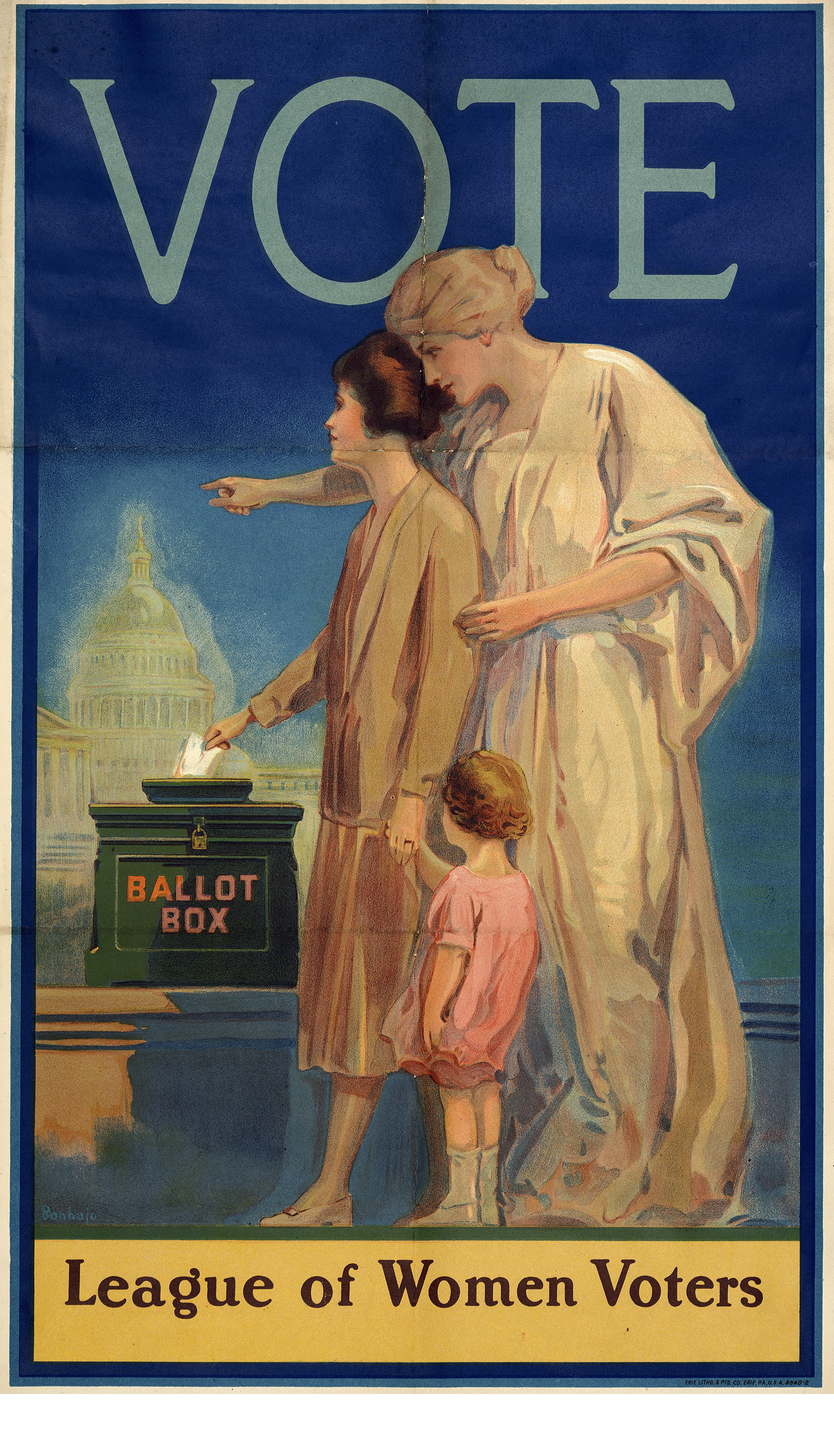
Cartaz VOTE da Liga das Mulheres Eleitoras;

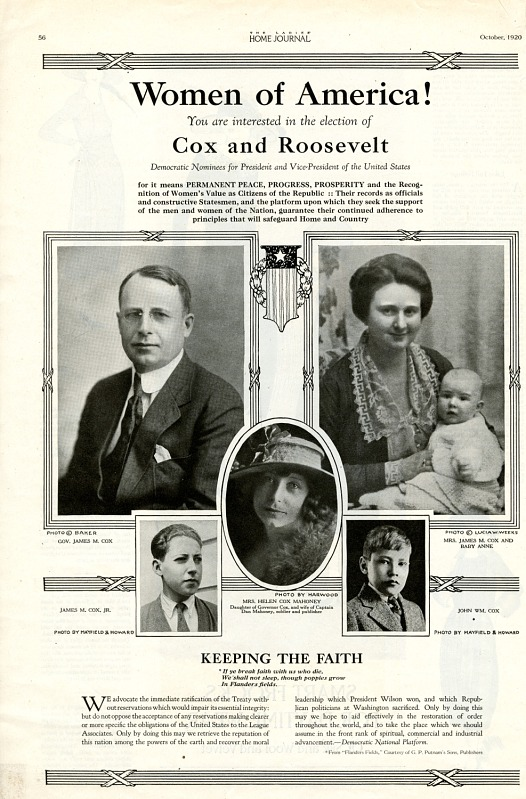
Um anúncio do Ladies Home Journal visava o voto feminino para as eleições presidenciais de 1920.

A adoção da Décima Nona Emenda concedeu o direito de voto a 26 milhões de mulheres americanas a tempo para a eleição presidencial de 1920 nos EUA. Muitos legisladores temiam o surgimento de um poderoso bloco de mulheres na política americana. Esse temor levou à aprovação de leis como a Lei Sheppard-Towner [en] de 1921, que expandiu o atendimento à maternidade durante a década de 1920. As mulheres recém-empossadas e os grupos de mulheres priorizaram uma agenda de reformas em vez de lealdade partidária e seu primeiro objetivo foi a Lei Sheppard-Towner. Essa foi a primeira lei federal de seguridade social e fez uma grande diferença antes de ser revogada em 1929. Outros esforços em nível federal no início da década de 1920, relacionados ao trabalho feminino e aos direitos de cidadania das mulheres, incluíram a criação de um Gabinete das Mulheres no Departamento do Trabalho dos EUA em 1920 e a aprovação da Lei Cable [en] em 1922. Após a eleição presidencial dos EUA em 1924, os políticos perceberam que o bloco de mulheres que eles temiam não existia de fato e que, afinal, não precisavam atender ao que consideravam "questões femininas". O eventual surgimento de um bloco eleitoral de mulheres americanas foi registrado em várias datas, dependendo da fonte, desde a década de 1950 até 1970. Por volta de 1980, surgiu uma diferença de gênero na votação em todo o país, com as mulheres geralmente favorecendo o candidato democrata nas eleições presidenciais.
De acordo com os cientistas políticos J. Kevin Corder e Christina Wolbrecht [en], poucas mulheres compareceram às urnas nas primeiras eleições nacionais depois que a Décima Nona Emenda lhes deu esse direito. Em 1920, 36% das mulheres elegíveis votaram (em comparação com 68% dos homens). O baixo comparecimento das mulheres às urnas deveu-se, em parte, a outras barreiras ao voto, como testes de alfabetização, longas exigências de residência e taxas de votação. A inexperiência com o voto e as crenças persistentes de que o voto era inadequado para as mulheres também podem ter mantido o comparecimento baixo. Na época, a diferença de participação era menor entre homens e mulheres em estados decisivos, em estados com disputas mais acirradas, como Missouri e Kentucky, e onde as barreiras ao voto eram menores. Em 1960, as mulheres estavam comparecendo às eleições presidenciais em maior número do que os homens e a tendência de maior participação feminina nas eleições continuou em 2018.

### Limitações

#### Mulheres afro-americanas
Os afro-americanos haviam conquistado o direito de votar, mas para 75% deles esse direito era concedido apenas no nome, pois as constituições estaduais os impediam de exercer esse direito. Antes da aprovação da emenda, os políticos sulistas mantiveram-se firmes em suas convicções de não permitir que as mulheres afro-americanas votassem. Elas tiveram que lutar para garantir não apenas o seu próprio direito de voto, mas também o direito dos homens afro-americanos.
Três milhões de mulheres ao sul da linha Mason-Dixon continuaram sem direito ao voto após a aprovação da emenda. As autoridades eleitorais obstruíam regularmente o acesso às urnas. À medida que as mulheres afro-americanas recém-emancipadas tentavam se registrar, as autoridades aumentavam o uso de métodos que Brent Staples [en], em um artigo de opinião para o The New York Times, descreveu como fraude, intimidação, taxas de votação e violência estatal. Em 1926, um grupo de mulheres que tentava se registrar em Birmingham, Alabama, foi espancado pelas autoridades. Incidentes como esse, ameaças de violência e perda de emprego e práticas preconceituosas legalizadas impediram as mulheres de cor de votar. Essas práticas continuaram até que a Vigésima Quarta Emenda foi adotada em 1962, por meio da qual os estados foram proibidos de condicionar o voto a pesquisas ou outros impostos, abrindo caminho para mais reformas com a Lei do Direito ao Voto de 1965.
Os afro-americanos continuaram a enfrentar barreiras que os impediam de exercer o direito de voto até o surgimento do movimento pelos direitos civis nas décadas de 1950 e 1960, que considerava o direito de voto como um direito civil. Quase mil trabalhadores dos direitos civis se reuniram no Sul para apoiar o direito ao voto como parte do Freedom Summer [en], e as marchas de Selma a Montgomery em 1965 trouxeram mais participação e apoio. No entanto, as autoridades estaduais continuaram a recusar o registro até a aprovação da Lei do Direito ao Voto de 1965, que proibiu a discriminação racial na votação. Pela primeira vez, os estados foram proibidos de impor restrições discriminatórias à elegibilidade para votar, e foram criados mecanismos que permitiram ao governo federal fazer cumprir suas disposições.

#### Outros grupos minoritários
Os nativos americanos receberam a cidadania por uma lei do Congresso em 1924, mas as políticas estaduais os proibiram de votar. Em 1948, um processo movido pelo veterano da Segunda Guerra Mundial Miguel Trujillo [en] fez com que os nativos americanos ganhassem o direito de votar no Novo México e no Arizona, mas alguns estados continuaram a impedi-los de votar até 1957.
Os impostos eleitorais e os testes de alfabetização impediam as mulheres latinas de votar. Em Porto Rico, por exemplo, as mulheres não receberam o direito de votar até 1929, mas foi limitado a mulheres alfabetizadas até 1935. Além disso, as extensões da Lei de Direitos de Voto de 1975 incluíram a exigência de cédulas e materiais de votação bilíngues em determinadas regiões, facilitando o voto das mulheres latinas. As leis nacionais de imigração impediram que os asiáticos obtivessem a cidadania até 1952.

#### Outras limitações
Após a adoção da Décima Nona Emenda, as mulheres ainda enfrentavam limitações políticas. As mulheres tinham de fazer lobby junto aos legisladores estaduais, entrar com ações judiciais e participar de campanhas de cartas para obter o direito de participar de júris. Na Califórnia, as mulheres conquistaram o direito de participar de júris quatro anos após a aprovação da Décima Nona Emenda. No Colorado, foram necessários 33 anos. As mulheres continuam enfrentando obstáculos ao se candidatarem a cargos eletivos, e a Emenda dos Direitos Iguais, que concederia às mulheres direitos iguais perante a lei, ainda não foi aprovada.

## Legado

### Liga das Mulheres Eleitoras
Em 1920, cerca de seis meses antes de a Décima Nona Emenda ser ratificada, Emma Smith DeVoe [en] e Carrie Chapman Catt concordaram em fundir a Associação Nacional do Sufrágio Feminino Americano e o Conselho Nacional de Mulheres Eleitoras para ajudar as mulheres recém-empossadas a exercerem suas responsabilidades como eleitoras. Originalmente, apenas mulheres podiam se associar à liga, mas em 1973 o estatuto foi modificado para incluir homens. Atualmente, a Liga das Mulheres Eleitoras (League of Women Voters) opera em nível local, estadual e nacional, com mais de 1.000 ligas locais e 50 estaduais, além de uma liga territorial nas Ilhas Virgens Americanas. Alguns críticos e historiadores questionam se a criação de uma organização dedicada à educação política em vez de à ação política fazia sentido nos primeiros anos após a ratificação, sugerindo que a League of Women Voters desviou a energia dos ativistas.

### Emenda da Igualdade de Direitos
Alice Paul e o NWP não acreditavam que a Décima Nona Emenda seria suficiente para garantir que homens e mulheres fossem tratados com igualdade e, em 1921, o NWP anunciou planos de fazer campanha por outra emenda que garantisse direitos iguais, não limitados ao voto. O primeiro rascunho da Emenda da Igualdade de Direitos, escrito por Paul e Crystal Eastman e inicialmente chamado de "Emenda Lucretia Mott", dizia: "Nenhuma deficiência ou desigualdade política, civil ou legal em razão do sexo ou do casamento, a menos que se aplique igualmente a ambos os sexos, deverá existir nos Estados Unidos ou em qualquer território sujeito à sua jurisdição." O senador Charles Curtis apresentou a proposta ao Congresso naquele ano, mas ela não chegou a ser votada. Ela foi apresentada em todas as sessões do Congresso de 1921 a 1971, geralmente não saindo do comitê.
A emenda não teve o apoio total dos ativistas dos direitos das mulheres e teve a oposição de Carrie Catt e da League of Women Voters. Enquanto o NWP acreditava na igualdade total, mesmo que isso significasse sacrificar os benefícios concedidos às mulheres por meio da legislação protetora, alguns grupos, como o Comitê Conjunto de Mulheres do Congresso [en] e o Escritório de Mulheres [en], acreditavam que a perda de benefícios relacionados a normas de segurança, condições de trabalho, intervalos para almoço, provisões para maternidade e outras proteções trabalhistas superariam o que seria ganho. Líderes trabalhistas, como Alice Hamilton e Mary Anderson, argumentaram que isso faria com que seus esforços retrocedessem e sacrificassem o progresso que haviam feito. Em resposta a essas preocupações, uma cláusula conhecida como "Hayden rider" foi acrescentada à Emenda da Igualdade de Direitos para manter as proteções trabalhistas especiais para as mulheres e foi aprovada no Senado em 1950 e 1953, mas não foi aprovada na Câmara. Em 1958, o Presidente Eisenhower solicitou ao Congresso que aprovasse a emenda, mas a cláusula Hayden foi controversa, encontrando oposição do NWP e de outros que achavam que ela prejudicava seu objetivo original.
Os movimentos femininos crescentes e produtivos das décadas de 1960 e 1970 renovaram o apoio à emenda. A representante dos EUA Martha Griffiths [en], de Michigan, reintroduziu a emenda em 1971, o que levou à sua aprovação pela Câmara dos Deputados naquele ano. Depois de aprovada no Senado em 22 de março de 1972, a emenda foi para as legislaturas estaduais para ratificação. O Congresso originalmente estabeleceu o prazo de 22 de março de 1979, quando pelo menos 38 estados precisariam ratificar a emenda. Em 1977, foram 35, com amplo apoio bipartidário, incluindo os dois principais partidos políticos e os presidentes Nixon, Ford e Carter. No entanto, quando Phyllis Schlafly mobilizou mulheres conservadoras em oposição, quatro estados rescindiram sua ratificação, embora seja controverso se um estado pode fazer isso. A emenda não alcançou os 38 estados necessários até o prazo final. O Presidente Carter assinou uma prorrogação polêmica do prazo até 1982, mas nesse período não houve ratificações adicionais.
Na década de 1990, os defensores da Emenda da Igualdade de Direitos retomaram os esforços para a ratificação, argumentando que as ratificações anteriores ao prazo ainda se aplicavam, que o prazo em si pode ser suspenso e que eram necessários apenas três estados. O fato de a emenda ainda estar sendo ratificada pelos estados ainda é controverso, mas em 2014 os senados estaduais da Virgínia e de Illinois votaram a favor da ratificação, embora ambos tenham sido bloqueados nas câmaras municipais. Em 2017, 45 anos após a emenda ter sido originalmente submetida aos estados, a legislatura de Nevada tornou-se a primeira a ratificá-la após a expiração dos prazos. Os legisladores de Illinois seguiram o exemplo em 2018. Outra tentativa na Virgínia foi aprovada na Assembleia, mas foi derrotada no plenário do Senado estadual por um voto. O esforço mais recente para remover o prazo foi no início de 2019, com a legislação proposta por Jackie Speier [en], acumulando 188 co-patrocinadores e pendente no Congresso em agosto de 2019.

### Comemorações
Uma placa de mármore de sete toneladas e meia proveniente de Carrara, na Itália, esculpida em uma estátua chamada “The Portrait Monument” (originalmente conhecida como “Woman's Movement”) pela escultora Adelaide Johnson [en], foi inaugurada na rotunda do Capitólio em 15 de fevereiro de 1921, seis meses após a ratificação da Décima Nona Emenda, no 101º aniversário do nascimento de Susan B. Anthony. Anthony e durante a primeira convenção nacional pós-ratificação do Partido Nacional da Mulher em Washington, D.C. O partido o apresentou como um presente “das mulheres dos EUA”. O monumento está instalado na rotunda do Capitólio e apresenta bustos de Susan B. Anthony, Elizabeth Cady Stanton e Lucretia Mott. Mais de cinquenta grupos de mulheres com delegadas de todos os estados foram representados na cerimônia de inauguração em 1921, presidida por Jane Addams.
Após a cerimônia, a estátua foi transferida temporariamente para a cripta do Capitólio, onde permaneceu por menos de um mês até que Johnson descobriu que uma inscrição gravada em letras douradas na parte de trás do monumento havia sido removida. A inscrição dizia: “A mulher, a quem primeiro se negou uma alma, depois foi chamada de sem mente, agora se declara uma entidade a ser considerada. Espiritualmente, o movimento feminino... representa a emancipação da mulher. A liberação do princípio feminino na humanidade, a integração moral da evolução humana, vem para resgatar a humanidade dilacerada e em luta de seu eu selvagem." O Congresso negou a aprovação de vários projetos de lei para mover a estátua, cujo lugar na cripta também continha vassouras e esfregões. Em 1963, a cripta foi limpa para uma exposição de várias estátuas, incluindo essa, que havia sido apelidada de “The Women in the Bathtub”. Em 1995, no 75º aniversário da Décima Nona Emenda, grupos de mulheres renovaram o interesse do Congresso pelo monumento e, em 14 de maio de 1997, a estátua foi finalmente devolvida à rotunda.
Em 26 de agosto de 2016, um monumento em comemoração ao papel do Tennessee na ratificação da Décima Sexta Emenda pelo 36º estado foi inaugurado no Centennial Park [en] em Nashville, Tennessee. O memorial, erguido pela Tennessee Suffrage Monument, Inc. e criado por Alan LeQuire, apresenta semelhanças de sufragistas que estiveram particularmente envolvidas na garantia da ratificação do Tennessee: Carrie Chapman Catt; Anne Dallas Dudley; Abby Crawford Milton; Juno Frankie Pierce [en]; e Sue Shelton White. Em junho de 2018, a cidade de Knoxville, Tennessee, inaugurou outra escultura de LeQuire que retratava o deputado estadual Harry T. Burn, de 24 anos, e sua mãe. O deputado Burn, a pedido de sua mãe, deu o voto decisivo em 18 de agosto de 1920, tornando o Tennessee o último estado necessário para a ratificação da Décima Nona Emenda.
Em 2018, Utah lançou uma campanha chamada Better Days 2020 para “popularizar a história das mulheres de Utah”. Um de seus primeiros projetos foi a revelação, nos degraus do Capitólio de Salt Lake City, do projeto de uma placa de carro em reconhecimento ao sufrágio feminino. A placa comemorativa estaria disponível para registros de carros novos ou existentes no estado. O ano de 2020 marca o centenário da aprovação da Décima Nona Emenda, bem como o 150º aniversário do primeiro voto feminino em Utah, que foi o primeiro estado do país onde as mulheres votaram.
Uma comemoração anual da aprovação da Décima Nona Emenda, conhecida como Dia da Igualdade das Mulheres [en], teve início em 26 de agosto de 1973. Geralmente, há maior atenção e cobertura da mídia durante aniversários importantes, como o 75º (1995) e o 100º (2020), bem como em 2016, por causa da eleição presidencial. Para o centenário da emenda, várias organizações anunciaram grandes eventos ou exposições, inclusive o Centro Nacional de Constituição e os Arquivos Nacionais e Administração de Documentos.
No 100º aniversário da ratificação da 19ª Emenda, o Presidente Donald Trump concedeu perdão póstumo a Susan B. Anthony.

### Cultura popular
A Décima Nona Emenda foi apresentada em várias músicas, filmes e programas de televisão. A música “Sufferin' Till Suffrage”, de 1976, da Schoolhouse Rock! [en] interpretada por Essra Mohawk [en] e escrita por Bob Dorough e Tom Yohe, diz: “Nenhuma mulher aqui podia votar, não importava a idade, então a Décima Nona Emenda derrubou essa regra restritiva ... Sim, a Décima Nona Emenda derrubou essa regra restritiva." Em 2018, vários artistas lançaram um álbum chamado 27: The Most Perfect Album, com músicas inspiradas nas 27 emendas da Constituição dos EUA; a música de Dolly Parton inspirada na Décima Nona Emenda chama-se ‘A Woman's Right’.
One Woman, One Vote é um documentário da PBS de 1995, narrado pela atriz Susan Sarandon, que narra a Convenção de Seneca Falls até a ratificação da Décima Nona Emenda. Outro documentário foi lançado em 1999 pelo cineasta Ken Burns, For Ourselves Alone: The Story of Elizabeth Cady Stanton & Susan B. Anthony e utilizou imagens de arquivo e comentários dos atores Ann Dowd, Julie Harris, Sally Kellerman [en] e Amy Madigan. Em 2013, John Green, autor do best-seller A Culpa É das Estrelas, produziu um vídeo intitulado Women in the 19th Century: Crash Course US History #31, fornecendo uma visão geral do movimento feminino que levou à Décima Nona Emenda.
O drama Iron Jawed Angels, de 2004, retrata as sufragistas Alice Paul e Lucy Burns, interpretadas pelas atrizes Hilary Swank e Frances O'Connor, respectivamente, enquanto elas ajudam a garantir a Décima Nona Emenda. Em agosto de 2018, a ex-secretária de Estado dos EUA Hillary Clinton e o diretor e produtor vencedor do Oscar Steven Spielberg anunciaram planos de fazer uma série de televisão baseada no livro best-seller de Elaine Weiss, The Woman's Hour: The Great Fight to Win the Vote [en].